# Pandemia di COVID-19 in Albania
I primi due casi della pandemia di COVID-19 in Albania sono stati confermati l'8 marzo 2020, si trattava di persone provenienti dall'Italia.

## Antefatti
Il 12 gennaio 2020, l'Organizzazione mondiale della sanità (OMS) ha confermato che un nuovo coronavirus era la causa di una nuova infezione polmonare che aveva colpito diversi abitanti della città di Wuhan, nella provincia cinese dell'Hubei, il cui caso era stato portato all'attenzione dell'OMS il 31 dicembre 2019.
Sebbene nel tempo il tasso di mortalità del COVID-19 si sia rivelato decisamente più basso di quello dell'epidemia di SARS che aveva imperversato nel 2003, la trasmissione del virus SARS-CoV-2, alla base del COVID-19, è risultata essere molto più ampia di quella del precedente virus del 2003, ed ha portato a un numero totale di morti molto più elevato.
Il 5 maggio 2023, l'Organizzazione mondiale della sanità dichiara ufficialmente la fine della pandemia.

## Andamento dei contagi
| Data                                                  | Data       |  | Numero di casi  | Numero di morti |
| ----------------------------------------------------- | ---------- |  | --------------- | --------------- |
| 08-03-2020                                            | 08-03-2020 |  | 2(N.D.)         |                 |
| 09-03-2020                                            | 09-03-2020 |  | 6(+4)           |                 |
| 10-03-2020                                            | 10-03-2020 |  | 10(+4)          |                 |
| 11-03-2020                                            | 11-03-2020 |  | 15(+5)          | 1(N.D.)         |
| 12-03-2020                                            | 12-03-2020 |  | 23(+8)          | 1(=)            |
| 13-03-2020                                            | 13-03-2020 |  | 33(+10)         | 1(=)            |
| 14-03-2020                                            | 14-03-2020 |  | 38(+5)          | 1(=)            |
| 15-03-2020                                            | 15-03-2020 |  | 42(+4)          | 1(=)            |
| 16-03-2020                                            | 16-03-2020 |  | 51(+9)          | 1(=)            |
| 17-03-2020                                            | 17-03-2020 |  | 55(+4)          | 1(=)            |
| 18-03-2020                                            | 18-03-2020 |  | 59(+4)          | 2(+1)           |
| 19-03-2020                                            | 19-03-2020 |  | 64(+5)          | 2(=)            |
| 20-03-2020                                            | 20-03-2020 |  | 70(+6)          | 2(=)            |
| 21-03-2020                                            | 21-03-2020 |  | 76(+6)          | 2(=)            |
| 22-03-2020                                            | 22-03-2020 |  | 89(+13)         | 3(+1)           |
| 23-03-2020                                            | 23-03-2020 |  | 104(+15)        | 4(+1)           |
| 24-03-2020                                            | 24-03-2020 |  | 123(+19)        | 5(+1)           |
| 25-03-2020                                            | 25-03-2020 |  | 146(+23)        | 5(=)            |
| 26-03-2020                                            | 26-03-2020 |  | 174(+28)        | 6(+1)           |
| 27-03-2020                                            | 27-03-2020 |  | 186(+12)        | 8(+2)           |
| 28-03-2020                                            | 28-03-2020 |  | 197(+11)        | 10(+2)          |
| 29-03-2020                                            | 29-03-2020 |  | 212(+15)        | 10(=)           |
| 30-03-2020                                            | 30-03-2020 |  | 223(+11)        | 11(+1)          |
| 31-03-2020                                            | 31-03-2020 |  | 243(+20)        | 13(+2)          |
| 01-04-2020                                            | 01-04-2020 |  | 259(+16)        | 15(+2)          |
| 02-04-2020                                            | 02-04-2020 |  | 277(+18)        | 16(+1)          |
| 03-04-2020                                            | 03-04-2020 |  | 304(+27)        | 17(+1)          |
| 04-04-2020                                            | 04-04-2020 |  | 333(+29)        | 18(+1)          |
| 05-04-2020                                            | 05-04-2020 |  | 361(+28)        | 20(+2)          |
| 06-04-2020                                            | 06-04-2020 |  | 377(+16)        | 21(+1)          |
| 07-04-2020                                            | 07-04-2020 |  | 383(+6)         | 22(+1)          |
| 08-04-2020                                            | 08-04-2020 |  | 400(+17)        | 22(=)           |
| 09-04-2020                                            | 09-04-2020 |  | 409(+9)         | 22(=)           |
| 10-04-2020                                            | 10-04-2020 |  | 416(+7)         | 23(+1)          |
| 11-04-2020                                            | 11-04-2020 |  | 433(+17)        | 23(=)           |
| 12-04-2020                                            | 12-04-2020 |  | 446(+13)        | 23(=)           |
| 13-04-2020                                            | 13-04-2020 |  | 467(+21)        | 24(+1)          |
| 14-04-2020                                            | 14-04-2020 |  | 475(+8)         | 24(=)           |
| 15-04-2020                                            | 15-04-2020 |  | 494(+19)        | 25(+1)          |
| 16-04-2020                                            | 16-04-2020 |  | 518(+24)        | 26(+1)          |
| 17-04-2020                                            | 17-04-2020 |  | 539(+21)        | 26(=)           |
| 18-04-2020                                            | 18-04-2020 |  | 548(+9)         | 26(=)           |
| 19-04-2020                                            | 19-04-2020 |  | 562(+14)        | 26(=)           |
| 20-04-2020                                            | 20-04-2020 |  | 584(+22)        | 26(=)           |
| 21-04-2020                                            | 21-04-2020 |  | 609(+25)        | 26(=)           |
| 22-04-2020                                            | 22-04-2020 |  | 634(+25)        | 27(+1)          |
| 23-04-2020                                            | 23-04-2020 |  | 663(+29)        | 27(=)           |
| 24-04-2020                                            | 24-04-2020 |  | 678(+15)        | 27(=)           |
| 25-04-2020                                            | 25-04-2020 |  | 712(+34)        | 27(=)           |
| 26-04-2020                                            | 26-04-2020 |  | 726(+14)        | 28(+1)          |
| 27-04-2020                                            | 27-04-2020 |  | 736(+10)        | 28(=)           |
| 28-04-2020                                            | 28-04-2020 |  | 750(+14)        | 30(+2)          |
| 29-04-2020                                            | 29-04-2020 |  | 766(+16)        | 30(=)           |
| 30-04-2020                                            | 30-04-2020 |  | 773(+7)         | 31(+1)          |
| 01-05-2020                                            | 01-05-2020 |  | 782(+9)         | 31(=)           |
| 02-05-2020                                            | 02-05-2020 |  | 789(+7)         | 31(=)           |
| 03-05-2020                                            | 03-05-2020 |  | 795(+6)         | 31(=)           |
| 04-05-2020                                            | 04-05-2020 |  | 803(+8)         | 31(=)           |
| 05-05-2020                                            | 05-05-2020 |  | 820(+17)        | 31(=)           |
| 06-05-2020                                            | 06-05-2020 |  | 832(+12)        | 31(=)           |
| 07-05-2020                                            | 07-05-2020 |  | 842(+10)        | 31(=)           |
| 08-05-2020                                            | 08-05-2020 |  | 850(+8)         | 31(=)           |
| 09-05-2020                                            | 09-05-2020 |  | 856(+6)         | 31(=)           |
| 10-05-2020                                            | 10-05-2020 |  | 868(+12)        | 31(=)           |
| 11-05-2020                                            | 11-05-2020 |  | 872(+4)         | 31(=)           |
| 12-05-2020                                            | 12-05-2020 |  | 876(+4)         | 31(=)           |
| 13-05-2020                                            | 13-05-2020 |  | 880(+4)         | 31(=)           |
| 14-05-2020                                            | 14-05-2020 |  | 898(+18)        | 31(=)           |
| 15-05-2020                                            | 15-05-2020 |  | 916(+18)        | 31(=)           |
| 16-05-2020                                            | 16-05-2020 |  | 933(+17)        | 31(=)           |
| 17-05-2020                                            | 17-05-2020 |  | 946(+13)        | 31(=)           |
| 18-05-2020                                            | 18-05-2020 |  | 948(+2)         | 31(=)           |
| 19-05-2020                                            | 19-05-2020 |  | 949(+1)         | 31(=)           |
| 20-05-2020                                            | 20-05-2020 |  | 964(+15)        | 31(=)           |
| 21-05-2020                                            | 21-05-2020 |  | 969(+5)         | 31(=)           |
| 22-05-2020                                            | 22-05-2020 |  | 981(+12)        | 31(=)           |
| 23-05-2020                                            | 23-05-2020 |  | 989(+8)         | 31(=)           |
| 24-05-2020                                            | 24-05-2020 |  | 998(+9)         | 32(+1)          |
| 25-05-2020                                            | 25-05-2020 |  | 1 004(+6)       | 32(=)           |
| 26-05-2020                                            | 26-05-2020 |  | 1 029(+25)      | 33(+1)          |
| 27-05-2020                                            | 27-05-2020 |  | 1 050(+21)      | 33(=)           |
| 28-05-2020                                            | 28-05-2020 |  | 1 076(+26)      | 33(=)           |
| 29-05-2020                                            | 29-05-2020 |  | 1 099(+23)      | 33(=)           |
| 30-05-2020                                            | 30-05-2020 |  | 1 122(+23)      | 33(=)           |
| 31-05-2020                                            | 31-05-2020 |  | 1 137(+15)      | 33(=)           |
| 01-06-2020                                            | 01-06-2020 |  | 1 143(+6)       | 33(=)           |
| 02-06-2020                                            | 02-06-2020 |  | 1 164(+21)      | 33(=)           |
| 03-06-2020                                            | 03-06-2020 |  | 1 184(+20)      | 33(=)           |
| 04-06-2020                                            | 04-06-2020 |  | 1 197(+13)      | 33(=)           |
| 05-06-2020                                            | 05-06-2020 |  | 1 212(+15)      | 34(+1)          |
| 06-06-2020                                            | 06-06-2020 |  | 1 232(+20)      | 34(=)           |
| 07-06-2020                                            | 07-06-2020 |  | 1 246(+14)      | 34(=)           |
| 08-06-2020                                            | 08-06-2020 |  | 1 263(+17)      | 34(=)           |
| 09-06-2020                                            | 09-06-2020 |  | 1 299(+36)      | 34(=)           |
| 10-06-2020                                            | 10-06-2020 |  | 1 341(+42)      | 34(=)           |
| 11-06-2020                                            | 11-06-2020 |  | 1 385(+44)      | 35(+1)          |
| 12-06-2020                                            | 12-06-2020 |  | 1 416(+31)      | 36(+1)          |
| 13-06-2020                                            | 13-06-2020 |  | 1 464(+48)      | 36(=)           |
| 14-06-2020                                            | 14-06-2020 |  | 1 521(+57)      | 36(=)           |
| 15-06-2020                                            | 15-06-2020 |  | 1 590(+69)      | 36(=)           |
| 16-06-2020                                            | 16-06-2020 |  | 1 672(+82)      | 37(+1)          |
| 17-06-2020                                            | 17-06-2020 |  | 1 722(+50)      | 38(+1)          |
| 18-06-2020                                            | 18-06-2020 |  | 1 788(+66)      | 39(+1)          |
| 19-06-2020                                            | 19-06-2020 |  | 1 838(+50)      | 42(+3)          |
| 20-06-2020                                            | 20-06-2020 |  | 1 891(+53)      | 43(+1)          |
| 21-06-2020                                            | 21-06-2020 |  | 1 962(+71)      | 44(+1)          |
| 22-06-2020                                            | 22-06-2020 |  | 1 995(+33)      | 44(=)           |
| 23-06-2020                                            | 23-06-2020 |  | 2 047(+52)      | 45(+1)          |
| 24-06-2020                                            | 24-06-2020 |  | 2 114(+67)      | 47(+2)          |
| 25-06-2020                                            | 25-06-2020 |  | 2 192(+78)      | 48(+1)          |
| 26-06-2020                                            | 26-06-2020 |  | 2 269(+77)      | 51(+3)          |
| 27-06-2020                                            | 27-06-2020 |  | 2 330(+61)      | 53(+2)          |
| 28-06-2020                                            | 28-06-2020 |  | 2 402(+72)      | 55(+2)          |
| 29-06-2020                                            | 29-06-2020 |  | 2 466(+64)      | 58(+3)          |
| 30-06-2020                                            | 30-06-2020 |  | 2 535(+69)      | 62(+4)          |
| 01-07-2020                                            | 01-07-2020 |  | 2 580(+45)      | 65(+3)          |
| 02-07-2020                                            | 02-07-2020 |  | 2 662(+82)      | 69(+4)          |
| 03-07-2020                                            | 03-07-2020 |  | 2 752(+90)      | 72(+3)          |
| 04-07-2020                                            | 04-07-2020 |  | 2 819(+67)      | 74(+2)          |
| 05-07-2020                                            | 05-07-2020 |  | 2 893(+74)      | 76(+2)          |
| 06-07-2020                                            | 06-07-2020 |  | 2 964(+71)      | 79(+3)          |
| 07-07-2020                                            | 07-07-2020 |  | 3 038(+74)      | 81(+2)          |
| 08-07-2020                                            | 08-07-2020 |  | 3 106(+68)      | 83(+2)          |
| 09-07-2020                                            | 09-07-2020 |  | 3 188(+82)      | 83(=)           |
| 10-07-2020                                            | 10-07-2020 |  | 3 278(+90)      | 85(+2)          |
| 11-07-2020                                            | 11-07-2020 |  | 3 371(+93)      | 89(+4)          |
| 12-07-2020                                            | 12-07-2020 |  | 3 454(+83)      | 93(+4)          |
| 13-07-2020                                            | 13-07-2020 |  | 3 571(+117)     | 95(+2)          |
| 14-07-2020                                            | 14-07-2020 |  | 3 667(+96)      | 97(+2)          |
| 15-07-2020                                            | 15-07-2020 |  | 3 752(+85)      | 101(+4)         |
| 16-07-2020                                            | 16-07-2020 |  | 3 851(+99)      | 104(+3)         |
| 17-07-2020                                            | 17-07-2020 |  | 3 906(+55)      | 107(+3)         |
| 18-07-2020                                            | 18-07-2020 |  | 4 008(+102)     | 111(+4)         |
| 19-07-2020                                            | 19-07-2020 |  | 4 090(+82)      | 112(+1)         |
| 20-07-2020                                            | 20-07-2020 |  | 4 171(+81)      | 113(+1)         |
| 21-07-2020                                            | 21-07-2020 |  | 4 290(+119)     | 117(+4)         |
| 22-07-2020                                            | 22-07-2020 |  | 4 358(+68)      | 120(+3)         |
| 23-07-2020                                            | 23-07-2020 |  | 4 466(+108)     | 123(+3)         |
| 24-07-2020                                            | 24-07-2020 |  | 4 570(+104)     | 128(+5)         |
| 25-07-2020                                            | 25-07-2020 |  | 4 637(+67)      | 134(+6)         |
| 26-07-2020                                            | 26-07-2020 |  | 4 763(+126)     | 138(+4)         |
| 27-07-2020                                            | 27-07-2020 |  | 4 880(+117)     | 144(+6)         |
| 28-07-2020                                            | 28-07-2020 |  | 4 997(+117)     | 148(+4)         |
| 29-07-2020                                            | 29-07-2020 |  | 5 105(+108)     | 150(+2)         |
| 30-07-2020                                            | 30-07-2020 |  | 5 197(+92)      | 154(+4)         |
| 31-07-2020                                            | 31-07-2020 |  | 5 276(+79)      | 157(+3)         |
| 01-08-2020                                            | 01-08-2020 |  | 5 396(+120)     | 161(+4)         |
| 02-08-2020                                            | 02-08-2020 |  | 5 519(+123)     | 166(+5)         |
| 03-08-2020                                            | 03-08-2020 |  | 5 620(+101)     | 172(+6)         |
| 04-08-2020                                            | 04-08-2020 |  | 5 750(+130)     | 176(+4)         |
| 05-08-2020                                            | 05-08-2020 |  | 5 889(+139)     | 182(+6)         |
| 06-08-2020                                            | 06-08-2020 |  | 6 016(+127)     | 188(+6)         |
| 07-08-2020                                            | 07-08-2020 |  | 6 151(+135)     | 189(+1)         |
| 08-08-2020                                            | 08-08-2020 |  | 6 275(+124)     | 193(+4)         |
| 09-08-2020                                            | 09-08-2020 |  | 6 411(+136)     | 199(+6)         |
| 10-08-2020                                            | 10-08-2020 |  | 6 536(+125)     | 200(+1)         |
| 11-08-2020                                            | 11-08-2020 |  | 6 676(+140)     | 205(+5)         |
| 12-08-2020                                            | 12-08-2020 |  | 6 817(+141)     | 208(+3)         |
| 13-08-2020                                            | 13-08-2020 |  | 6 971(+154)     | 213(+5)         |
| 14-08-2020                                            | 14-08-2020 |  | 7 117(+146)     | 219(+6)         |
| 15-08-2020                                            | 15-08-2020 |  | 7 260(+143)     | 225(+6)         |
| 16-08-2020                                            | 16-08-2020 |  | 7 380(+120)     | 228(+3)         |
| 17-08-2020                                            | 17-08-2020 |  | 7 499(+119)     | 230(+2)         |
| 18-08-2020                                            | 18-08-2020 |  | 7 654(+155)     | 232(+2)         |
| 19-08-2020                                            | 19-08-2020 |  | 7 812(+158)     | 234(+2)         |
| 20-08-2020                                            | 20-08-2020 |  | 7 967(+155)     | 238(+4)         |
| 21-08-2020                                            | 21-08-2020 |  | 8 119(+152)     | 240(+2)         |
| 22-08-2020                                            | 22-08-2020 |  | 8 275(+156)     | 245(+5)         |
| 23-08-2020                                            | 23-08-2020 |  | 8 427(+152)     | 250(+5)         |
| 24-08-2020                                            | 24-08-2020 |  | 8 605(+178)     | 254(+4)         |
| 25-08-2020                                            | 25-08-2020 |  | 8 759(+154)     | 259(+5)         |
| 26-08-2020                                            | 26-08-2020 |  | 8 927(+168)     | 263(+4)         |
| 27-08-2020                                            | 27-08-2020 |  | 9 083(+156)     | 266(+3)         |
| 28-08-2020                                            | 28-08-2020 |  | 9 195(+112)     | 271(+5)         |
| 29-08-2020                                            | 29-08-2020 |  | 9 279(+84)      | 275(+4)         |
| 30-08-2020                                            | 30-08-2020 |  | 9 380(+101)     | 280(+5)         |
| 31-08-2020                                            | 31-08-2020 |  | 9 513(+133)     | 284(+4)         |
| 01-09-2020                                            | 01-09-2020 |  | 9 606(+93)      | 290(+6)         |
| 02-09-2020                                            | 02-09-2020 |  | 9 728(+122)     | 296(+6)         |
| 03-09-2020                                            | 03-09-2020 |  | 9 844(+116)     | 301(+5)         |
| 04-09-2020                                            | 04-09-2020 |  | 9 967(+123)     | 306(+5)         |
| 05-09-2020                                            | 05-09-2020 |  | 10 102(+135)    | 312(+6)         |
| 06-09-2020                                            | 06-09-2020 |  | 10 255(+153)    | 316(+4)         |
| 07-09-2020                                            | 07-09-2020 |  | 10 406(+151)    | 319(+3)         |
| 08-09-2020                                            | 08-09-2020 |  | 10 553(+147)    | 321(+2)         |
| 09-09-2020                                            | 09-09-2020 |  | 10 704(+151)    | 322(+1)         |
| 10-09-2020                                            | 10-09-2020 |  | 10 860(+156)    | 324(+2)         |
| 11-09-2020                                            | 11-09-2020 |  | 11 020(+160)    | 327(+3)         |
| 12-09-2020                                            | 12-09-2020 |  | 11 185(+165)    | 330(+3)         |
| 13-09-2020                                            | 13-09-2020 |  | 11 353(+168)    | 334(+4)         |
| 14-09-2020                                            | 14-09-2020 |  | 11 520(+167)    | 338(+4)         |
| 15-09-2020                                            | 15-09-2020 |  | 11 672(+152)    | 340(+2)         |
| 16-09-2020                                            | 16-09-2020 |  | 11 816(+144)    | 343(+3)         |
| 17-09-2020                                            | 17-09-2020 |  | 11 948(+132)    | 347(+4)         |
| 18-09-2020                                            | 18-09-2020 |  | 12 073(+125)    | 353(+6)         |
| 19-09-2020                                            | 19-09-2020 |  | 12 226(+153)    | 358(+5)         |
| 20-09-2020                                            | 20-09-2020 |  | 12 385(+159)    | 362(+4)         |
| 21-09-2020                                            | 21-09-2020 |  | 12 535(+150)    | 364(+2)         |
| 22-09-2020                                            | 22-09-2020 |  | 12 666(+131)    | 367(+3)         |
| 23-09-2020                                            | 23-09-2020 |  | 12 787(+121)    | 370(+3)         |
| 24-09-2020                                            | 24-09-2020 |  | 12 921(+134)    | 370(=)          |
| 25-09-2020                                            | 25-09-2020 |  | 13 045(+124)    | 373(+3)         |
| 26-09-2020                                            | 26-09-2020 |  | 13 153(+108)    | 375(+2)         |
| 27-09-2020                                            | 27-09-2020 |  | 13 259(+106)    | 377(+2)         |
| 28-09-2020                                            | 28-09-2020 |  | 13 391(+132)    | 380(+3)         |
| 29-09-2020                                            | 29-09-2020 |  | 13 518(+127)    | 384(+4)         |
| 30-09-2020                                            | 30-09-2020 |  | 13 649(+131)    | 387(+3)         |
| 01-10-2020                                            | 01-10-2020 |  | 13 806(+157)    | 388(+1)         |
| 02-10-2020                                            | 02-10-2020 |  | 13 965(+159)    | 389(+1)         |
| 03-10-2020                                            | 03-10-2020 |  | 14 117(+152)    | 392(+3)         |
| 04-10-2020                                            | 04-10-2020 |  | 14 266(+149)    | 396(+4)         |
| 05-10-2020                                            | 05-10-2020 |  | 14 410(+144)    | 400(+4)         |
| 06-10-2020                                            | 06-10-2020 |  | 14 568(+158)    | 403(+3)         |
| 07-10-2020                                            | 07-10-2020 |  | 14 730(+162)    | 407(+4)         |
| 08-10-2020                                            | 08-10-2020 |  | 14 899(+169)    | 411(+4)         |
| 09-10-2020                                            | 09-10-2020 |  | 15 066(+167)    | 413(+2)         |
| 10-10-2020                                            | 10-10-2020 |  | 15 231(+165)    | 416(+3)         |
| 11-10-2020                                            | 11-10-2020 |  | 15 399(+168)    | 420(+4)         |
| 12-10-2020                                            | 12-10-2020 |  | 15 570(+171)    | 424(+4)         |
| 13-10-2020                                            | 13-10-2020 |  | 15 752(+182)    | 429(+5)         |
| 14-10-2020                                            | 14-10-2020 |  | 15 955(+203)    | 435(+6)         |
| 15-10-2020                                            | 15-10-2020 |  | 16 212(+257)    | 439(+4)         |
| 16-10-2020                                            | 16-10-2020 |  | 16 501(+289)    | 443(+4)         |
| 17-10-2020                                            | 17-10-2020 |  | 16 774(+273)    | 448(+5)         |
| 18-10-2020                                            | 18-10-2020 |  | 17 055(+281)    | 451(+3)         |
| 19-10-2020                                            | 19-10-2020 |  | 17 350(+295)    | 454(+3)         |
| 20-10-2020                                            | 20-10-2020 |  | 17 651(+301)    | 458(+4)         |
| 21-10-2020                                            | 21-10-2020 |  | 17 948(+297)    | 462(+4)         |
| 22-10-2020                                            | 22-10-2020 |  | 18 250(+302)    | 465(+3)         |
| 23-10-2020                                            | 23-10-2020 |  | 18 556(+306)    | 469(+4)         |
| 24-10-2020                                            | 24-10-2020 |  | 18 858(+302)    | 473(+4)         |
| 25-10-2020                                            | 25-10-2020 |  | 19 157(+299)    | 477(+4)         |
| 26-10-2020                                            | 26-10-2020 |  | 19 445(+288)    | 480(+3)         |
| 27-10-2020                                            | 27-10-2020 |  | 19 729(+284)    | 487(+7)         |
| 28-10-2020                                            | 28-10-2020 |  | 20 040(+311)    | 493(+6)         |
| 29-10-2020                                            | 29-10-2020 |  | 20 315(+275)    | 499(+6)         |
| 30-10-2020                                            | 30-10-2020 |  | 20 634(+319)    | 502(+3)         |
| 31-10-2020                                            | 31-10-2020 |  | 20 875(+241)    | 509(+7)         |
| 01-11-2020                                            | 01-11-2020 |  | 21 202(+327)    | 518(+9)         |
| 02-11-2020                                            | 02-11-2020 |  | 21 523(+321)    | 527(+9)         |
| 03-11-2020                                            | 03-11-2020 |  | 21 904(+381)    | 532(+5)         |
| 04-11-2020                                            | 04-11-2020 |  | 22 300(+396)    | 536(+4)         |
| 05-11-2020                                            | 05-11-2020 |  | 22 721(+421)    | 543(+7)         |
| 06-11-2020                                            | 06-11-2020 |  | 23 210(+489)    | 549(+6)         |
| 07-11-2020                                            | 07-11-2020 |  | 23 705(+495)    | 557(+8)         |
| 08-11-2020                                            | 08-11-2020 |  | 24 206(+501)    | 559(+2)         |
| 09-11-2020                                            | 09-11-2020 |  | 24 731(+525)    | 571(+12)        |
| 10-11-2020                                            | 10-11-2020 |  | 25 294(+563)    | 579(+8)         |
| 11-11-2020                                            | 11-11-2020 |  | 25 801(+507)    | 590(+11)        |
| 12-11-2020                                            | 12-11-2020 |  | 26 211(+410)    | 598(+8)         |
| 13-11-2020                                            | 13-11-2020 |  | 26 701(+490)    | 605(+7)         |
| 14-11-2020                                            | 14-11-2020 |  | 27 233(+532)    | 612(+7)         |
| 15-11-2020                                            | 15-11-2020 |  | 27 830(+597)    | 623(+11)        |
| 16-11-2020                                            | 16-11-2020 |  | 28 432(+602)    | 631(+8)         |
| 17-11-2020                                            | 17-11-2020 |  | 29 126(+694)    | 637(+6)         |
| 18-11-2020                                            | 18-11-2020 |  | 29 837(+711)    | 646(+9)         |
| 19-11-2020                                            | 19-11-2020 |  | 30 623(+786)    | 657(+11)        |
| 20-11-2020                                            | 20-11-2020 |  | 31 459(+836)    | 672(+15)        |
| 21-11-2020                                            | 21-11-2020 |  | 32 196(+737)    | 685(+13)        |
| 22-11-2020                                            | 22-11-2020 |  | 32 761(+565)    | 699(+14)        |
| 23-11-2020                                            | 23-11-2020 |  | 33 556(+795)    | 716(+17)        |
| 24-11-2020                                            | 24-11-2020 |  | 34 300(+744)    | 735(+19)        |
| 25-11-2020                                            | 25-11-2020 |  | 34 944(+644)    | 743(+8)         |
| 26-11-2020                                            | 26-11-2020 |  | 35 600(+656)    | 753(+10)        |
| 27-11-2020                                            | 27-11-2020 |  | 36 245(+645)    | 771(+18)        |
| 28-11-2020                                            | 28-11-2020 |  | 36 790(+545)    | 787(+16)        |
| 29-11-2020                                            | 29-11-2020 |  | 37 625(+835)    | 798(+11)        |
| 30-11-2020                                            | 30-11-2020 |  | 38 182(+557)    | 810(+12)        |
| 01-12-2020                                            | 01-12-2020 |  | 39 014(+832)    | 822(+12)        |
| 02-12-2020                                            | 02-12-2020 |  | 39 719(+705)    | 839(+17)        |
| 03-12-2020                                            | 03-12-2020 |  | 40 501(+782)    | 852(+13)        |
| 04-12-2020                                            | 04-12-2020 |  | 41 302(+801)    | 870(+18)        |
| 05-12-2020                                            | 05-12-2020 |  | 42 148(+846)    | 889(+19)        |
| 06-12-2020                                            | 06-12-2020 |  | 42 988(+840)    | 905(+16)        |
| 07-12-2020                                            | 07-12-2020 |  | 43 683(+695)    | 922(+17)        |
| 08-12-2020                                            | 08-12-2020 |  | 44 436(+753)    | 936(+14)        |
| 09-12-2020                                            | 09-12-2020 |  | 45 188(+752)    | 951(+15)        |
| 10-12-2020                                            | 10-12-2020 |  | 46 061(+873)    | 965(+14)        |
| 11-12-2020                                            | 11-12-2020 |  | 46 863(+802)    | 977(+12)        |
| 12-12-2020                                            | 12-12-2020 |  | 47 742(+879)    | 989(+12)        |
| 13-12-2020                                            | 13-12-2020 |  | 48 530(+788)    | 1 003(+14)      |
| 14-12-2020                                            | 14-12-2020 |  | 49 191(+661)    | 1 016(+13)      |
| 15-12-2020                                            | 15-12-2020 |  | 50 000(+809)    | 1 028(+12)      |
| 16-12-2020                                            | 16-12-2020 |  | 50 637(+637)    | 1 040(+12)      |
| 17-12-2020                                            | 17-12-2020 |  | 51 424(+787)    | 1 055(+15)      |
| 18-12-2020                                            | 18-12-2020 |  | 52 004(+580)    | 1 066(+11)      |
| 19-12-2020                                            | 19-12-2020 |  | 52 542(+538)    | 1 074(+8)       |
| 20-12-2020                                            | 20-12-2020 |  | 53 003(+461)    | 1 088(+14)      |
| 21-12-2020                                            | 21-12-2020 |  | 53 425(+422)    | 1 098(+10)      |
| 22-12-2020                                            | 22-12-2020 |  | 53 814(+389)    | 1 111(+13)      |
| 23-12-2020                                            | 23-12-2020 |  | 54 317(+503)    | 1 117(+6)       |
| 24-12-2020                                            | 24-12-2020 |  | 54 827(+510)    | 1 125(+8)       |
| 25-12-2020                                            | 25-12-2020 |  | 55 380(+553)    | 1 134(+9)       |
| 26-12-2020                                            | 26-12-2020 |  | 55 755(+375)    | 1 143(+9)       |
| 27-12-2020                                            | 27-12-2020 |  | 56 254(+499)    | 1 153(+10)      |
| 28-12-2020                                            | 28-12-2020 |  | 56 572(+318)    | 1 164(+11)      |
| 29-12-2020                                            | 29-12-2020 |  | 57 146(+574)    | 1 170(+6)       |
| 30-12-2020                                            | 30-12-2020 |  | 57 727(+581)    | 1 174(+4)       |
| 31-12-2020                                            | 31-12-2020 |  | 58 316(+589)    | 1 181(+7)       |
| 01-01-2021                                            | 01-01-2021 |  | 58 723(+407)    | 1 186(+5)       |
| 02-01-2021                                            | 02-01-2021 |  | 58 991(+268)    | 1 190(+4)       |
| 03-01-2021                                            | 03-01-2021 |  | 59 438(+447)    | 1 193(+3)       |
| 04-01-2021                                            | 04-01-2021 |  | 59 623(+185)    | 1 199(+6)       |
| 05-01-2021                                            | 05-01-2021 |  | 60 283(+660)    | 1 210(+11)      |
| 06-01-2021                                            | 06-01-2021 |  | 61 008(+725)    | 1 217(+7)       |
| 07-01-2021                                            | 07-01-2021 |  | 61 705(+697)    | 1 223(+6)       |
| 08-01-2021                                            | 08-01-2021 |  | 62 378(+673)    | 1 230(+7)       |
| 09-01-2021                                            | 09-01-2021 |  | 63 033(+655)    | 1 233(+3)       |
| 10-01-2021                                            | 10-01-2021 |  | 63 595(+562)    | 1 241(+8)       |
| 11-01-2021                                            | 11-01-2021 |  | 63 971(+376)    | 1 247(+6)       |
| 12-01-2021                                            | 12-01-2021 |  | 64 627(+656)    | 1 252(+5)       |
| 13-01-2021                                            | 13-01-2021 |  | 65 334(+707)    | 1 256(+4)       |
| 14-01-2021                                            | 14-01-2021 |  | 65 994(+660)    | 1 261(+5)       |
| 15-01-2021                                            | 15-01-2021 |  | 66 635(+641)    | 1 265(+4)       |
| 16-01-2021                                            | 16-01-2021 |  | 67 216(+581)    | 1 270(+5)       |
| 17-01-2021                                            | 17-01-2021 |  | 67 690(+474)    | 1 277(+7)       |
| 18-01-2021                                            | 18-01-2021 |  | 67 982(+292)    | 1 281(+4)       |
| 19-01-2021                                            | 19-01-2021 |  | 68 568(+586)    | 1 287(+6)       |
| 20-01-2021                                            | 20-01-2021 |  | 69 238(+670)    | 1 291(+4)       |
| 21-01-2021                                            | 21-01-2021 |  | 69 916(+678)    | 1 296(+5)       |
| 22-01-2021                                            | 22-01-2021 |  | 70 655(+739)    | 1 303(+7)       |
| 23-01-2021                                            | 23-01-2021 |  | 71 441(+786)    | 1 310(+7)       |
| 24-01-2021                                            | 24-01-2021 |  | 72 274(+833)    | 1 315(+5)       |
| 25-01-2021                                            | 25-01-2021 |  | 72 812(+538)    | 1 324(+9)       |
| 26-01-2021                                            | 26-01-2021 |  | 73 691(+879)    | 1 332(+8)       |
| 27-01-2021                                            | 27-01-2021 |  | 74 567(+876)    | 1 339(+7)       |
| 28-01-2021                                            | 28-01-2021 |  | 75 454(+887)    | 1 350(+11)      |
| 29-01-2021                                            | 29-01-2021 |  | 76 350(+896)    | 1 358(+8)       |
| 30-01-2021                                            | 30-01-2021 |  | 77 251(+901)    | 1 369(+11)      |
| 31-01-2021                                            | 31-01-2021 |  | 78 127(+876)    | 1 380(+11)      |
| 01-02-2021                                            | 01-02-2021 |  | 78 992(+865)    | 1 393(+13)      |
| 02-02-2021                                            | 02-02-2021 |  | 79 934(+942)    | 1 398(+5)       |
| 03-02-2021                                            | 03-02-2021 |  | 80 941(+1 007)  | 1 404(+6)       |
| 04-02-2021                                            | 04-02-2021 |  | 81 993(+1 052)  | 1 418(+14)      |
| 05-02-2021                                            | 05-02-2021 |  | 83 082(+1 089)  | 1 433(+15)      |
| 06-02-2021                                            | 06-02-2021 |  | 84 212(+1 130)  | 1 446(+13)      |
| 07-02-2021                                            | 07-02-2021 |  | 85 336(+1 124)  | 1 460(+14)      |
| 08-02-2021                                            | 08-02-2021 |  | 86 289(+953)    | 1 472(+12)      |
| 09-02-2021                                            | 09-02-2021 |  | 87 528(+1 239)  | 1 488(+16)      |
| 10-02-2021                                            | 10-02-2021 |  | 88 671(+1 143)  | 1 503(+15)      |
| 11-02-2021                                            | 11-02-2021 |  | 89 776(+1 105)  | 1 517(+14)      |
| 12-02-2021                                            | 12-02-2021 |  | 90 835(+1 059)  | 1 531(+14)      |
| 13-02-2021                                            | 13-02-2021 |  | 91 987(+1 152)  | 1 543(+12)      |
| 14-02-2021                                            | 14-02-2021 |  | 93 075(+1 088)  | 1 555(+12)      |
| 15-02-2021                                            | 15-02-2021 |  | 93 850(+775)    | 1 567(+12)      |
| 16-02-2021                                            | 16-02-2021 |  | 94 651(+801)    | 1 582(+15)      |
| 17-02-2021                                            | 17-02-2021 |  | 95 726(+1 075)  | 1 600(+18)      |
| 18-02-2021                                            | 18-02-2021 |  | 96 838(+1 112)  | 1 617(+17)      |
| 19-02-2021                                            | 19-02-2021 |  | 97 909(+1 071)  | 1 636(+19)      |
| 20-02-2021                                            | 20-02-2021 |  | 99 062(+1 153)  | 1 653(+17)      |
| 21-02-2021                                            | 21-02-2021 |  | 100 246(+1 184) | 1 666(+13)      |
| 22-02-2021                                            | 22-02-2021 |  | 101 285(+1 039) | 1 681(+15)      |
| 23-02-2021                                            | 23-02-2021 |  | 102 306(+1 021) | 1 696(+15)      |
| 24-02-2021                                            | 24-02-2021 |  | 103 327(+1 021) | 1 715(+19)      |
| 25-02-2021                                            | 25-02-2021 |  | 104 313(+986)   | 1 736(+21)      |
| 26-02-2021                                            | 26-02-2021 |  | 105 229(+916)   | 1 756(+20)      |
| 27-02-2021                                            | 27-02-2021 |  | 106 215(+986)   | 1 775(+19)      |
| 28-02-2021                                            | 28-02-2021 |  | 107 167(+952)   | 1 796(+21)      |
| 01-03-2021                                            | 01-03-2021 |  | 107 931(+764)   | 1 816(+20)      |
| 02-03-2021                                            | 02-03-2021 |  | 108 823(+892)   | 1 835(+19)      |
| 03-03-2021                                            | 03-03-2021 |  | 109 674(+851)   | 1 856(+21)      |
| 04-03-2021                                            | 04-03-2021 |  | 110 521(+847)   | 1 876(+20)      |
| 05-03-2021                                            | 05-03-2021 |  | 111 301(+780)   | 1 897(+21)      |
| 06-03-2021                                            | 06-03-2021 |  | 112 078(+777)   | 1 918(+21)      |
| 07-03-2021                                            | 07-03-2021 |  | 112 897(+819)   | 1 939(+21)      |
| 08-03-2021                                            | 08-03-2021 |  | 113 580(+683)   | 1 956(+17)      |
| 09-03-2021                                            | 09-03-2021 |  | 114 209(+629)   | 1 969(+13)      |
| 10-03-2021                                            | 10-03-2021 |  | 114 840(+631)   | 1 986(+17)      |
| 11-03-2021                                            | 11-03-2021 |  | 115 442(+602)   | 2 002(+16)      |
| 12-03-2021                                            | 12-03-2021 |  | 116 123(+681)   | 2 018(+16)      |
| 13-03-2021                                            | 13-03-2021 |  | 116 821(+698)   | 2 030(+12)      |
| 14-03-2021                                            | 14-03-2021 |  | 117 474(+653)   | 2 045(+15)      |
| 15-03-2021                                            | 15-03-2021 |  | 118 017(+543)   | 2 060(+15)      |
| 16-03-2021                                            | 16-03-2021 |  | 118 492(+475)   | 2 077(+17)      |
| 17-03-2021                                            | 17-03-2021 |  | 118 938(+446)   | 2 092(+15)      |
| 18-03-2021                                            | 18-03-2021 |  | 119 528(+590)   | 2 106(+14)      |
| 19-03-2021                                            | 19-03-2021 |  | 120 022(+494)   | 2 122(+16)      |
| 20-03-2021                                            | 20-03-2021 |  | 120 541(+519)   | 2 133(+11)      |
| 21-03-2021                                            | 21-03-2021 |  | 121 200(+659)   | 2 137(+4)       |
| 22-03-2021                                            | 22-03-2021 |  | 121 544(+344)   | 2 145(+8)       |
| 23-03-2021                                            | 23-03-2021 |  | 121 847(+303)   | 2 156(+11)      |
| 24-03-2021                                            | 24-03-2021 |  | 122 295(+448)   | 2 171(+15)      |
| 25-03-2021                                            | 25-03-2021 |  | 122 767(+472)   | 2 184(+13)      |
| 26-03-2021                                            | 26-03-2021 |  | 123 216(+449)   | 2 192(+8)       |
| 27-03-2021                                            | 27-03-2021 |  | 123 641(+425)   | 2 204(+12)      |
| 28-03-2021                                            | 28-03-2021 |  | 124 134(+493)   | 2 210(+6)       |
| 29-03-2021                                            | 29-03-2021 |  | 124 419(+285)   | 2 216(+6)       |
| 30-03-2021                                            | 30-03-2021 |  | 124 723(+304)   | 2 227(+11)      |
| 31-03-2021                                            | 31-03-2021 |  | 125 157(+434)   | 2 235(+8)       |
| 01-04-2021                                            | 01-04-2021 |  | 125 506(+349)   | 2 241(+6)       |
| 02-04-2021                                            | 02-04-2021 |  | 125 842(+336)   | 2 247(+6)       |
| 03-04-2021                                            | 03-04-2021 |  | 126 183(+341)   | 2 256(+9)       |
| 04-04-2021                                            | 04-04-2021 |  | 126 531(+348)   | 2 265(+9)       |
| 05-04-2021                                            | 05-04-2021 |  | 126 795(+264)   | 2 274(+9)       |
| 06-04-2021                                            | 06-04-2021 |  | 126 936(+141)   | 2 283(+9)       |
| 07-04-2021                                            | 07-04-2021 |  | 127 192(+256)   | 2 291(+8)       |
| 08-04-2021                                            | 08-04-2021 |  | 127 509(+317)   | 2 297(+6)       |
| 09-04-2021                                            | 09-04-2021 |  | 127 795(+286)   | 2 304(+7)       |
| 10-04-2021                                            | 10-04-2021 |  | 128 155(+360)   | 2 310(+6)       |
| 11-04-2021                                            | 11-04-2021 |  | 128 393(+238)   | 2 317(+7)       |
| 12-04-2021                                            | 12-04-2021 |  | 128 518(+125)   | 2 321(+4)       |
| 13-04-2021                                            | 13-04-2021 |  | 128 752(+234)   | 2 326(+5)       |
| 14-04-2021                                            | 14-04-2021 |  | 128 959(+207)   | 2 331(+5)       |
| 15-04-2021                                            | 15-04-2021 |  | 129 128(+169)   | 2 335(+4)       |
| 16-04-2021                                            | 16-04-2021 |  | 129 307(+179)   | 2 337(+2)       |
| 17-04-2021                                            | 17-04-2021 |  | 129 456(+149)   | 2 340(+3)       |
| 18-04-2021                                            | 18-04-2021 |  | 129 594(+138)   | 2 342(+2)       |
| 19-04-2021                                            | 19-04-2021 |  | 129 694(+100)   | 2 347(+5)       |
| 20-04-2021                                            | 20-04-2021 |  | 129 842(+148)   | 2 353(+6)       |
| 21-04-2021                                            | 21-04-2021 |  | 129 980(+138)   | 2 358(+5)       |
| 22-04-2021                                            | 22-04-2021 |  | 130 114(+134)   | 2 364(+6)       |
| 23-04-2021                                            | 23-04-2021 |  | 130 270(+156)   | 2 367(+3)       |
| 24-04-2021                                            | 24-04-2021 |  | 130 409(+139)   | 2 372(+5)       |
| 25-04-2021                                            | 25-04-2021 |  | 130 537(+128)   | 2 378(+6)       |
| 26-04-2021                                            | 26-04-2021 |  | 130 606(+69)    | 2 379(+1)       |
| 27-04-2021                                            | 27-04-2021 |  | 130 736(+130)   | 2 383(+4)       |
| 28-04-2021                                            | 28-04-2021 |  | 130 859(+123)   | 2 386(+3)       |
| 29-04-2021                                            | 29-04-2021 |  | 130 977(+118)   | 2 389(+3)       |
| 30-04-2021                                            | 30-04-2021 |  | 131 085(+108)   | 2 394(+5)       |
| 01-05-2021                                            | 01-05-2021 |  | 131 185(+100)   | 2 396(+2)       |
| 02-05-2021                                            | 02-05-2021 |  | 131 238(+53)    | 2 397(+1)       |
| 03-05-2021                                            | 03-05-2021 |  | 131 276(+38)    | 2 399(+2)       |
| 04-05-2021                                            | 04-05-2021 |  | 131 327(+51)    | 2 402(+3)       |
| 05-05-2021                                            | 05-05-2021 |  | 131 419(+92)    | 2 403(+1)       |
| 06-05-2021                                            | 06-05-2021 |  | 131 510(+91)    | 2 406(+3)       |
| 07-05-2021                                            | 07-05-2021 |  | 131 577(+67)    | 2 408(+2)       |
| 08-05-2021                                            | 08-05-2021 |  | 131 666(+89)    | 2 411(+3)       |
| 09-05-2021                                            | 09-05-2021 |  | 131 723(+57)    | 2 412(+1)       |
| 10-05-2021                                            | 10-05-2021 |  | 131 753(+30)    | 2 416(+4)       |
| 11-05-2021                                            | 11-05-2021 |  | 131 803(+50)    | 2 420(+4)       |
| 12-05-2021                                            | 12-05-2021 |  | 131 845(+42)    | 2 423(+3)       |
| 13-05-2021                                            | 13-05-2021 |  | 131 890(+45)    | 2 426(+3)       |
| 14-05-2021                                            | 14-05-2021 |  | 131 939(+49)    | 2 427(+1)       |
| 15-05-2021                                            | 15-05-2021 |  | 131 978(+39)    | 2 429(+2)       |
| 16-05-2021                                            | 16-05-2021 |  | 132 015(+37)    | 2 432(+3)       |
| 17-05-2021                                            | 17-05-2021 |  | 132 032(+17)    | 2 435(+3)       |
| 18-05-2021                                            | 18-05-2021 |  | 132 071(+39)    | 2 436(+1)       |
| 19-05-2021                                            | 19-05-2021 |  | 132 095(+24)    | 2 438(+2)       |
| 20-05-2021                                            | 20-05-2021 |  | 132 118(+23)    | 2 440(+2)       |
| 21-05-2021                                            | 21-05-2021 |  | 132 153(+35)    | 2 441(+1)       |
| 22-05-2021                                            | 22-05-2021 |  | 132 176(+23)    | 2 442(+1)       |
| 23-05-2021                                            | 23-05-2021 |  | 132 209(+33)    | 2 444(+2)       |
| 24-05-2021                                            | 24-05-2021 |  | 132 215(+6)     | 2 445(+1)       |
| 25-05-2021                                            | 25-05-2021 |  | 132 229(+14)    | 2 447(+2)       |
| 26-05-2021                                            | 26-05-2021 |  | 132 244(+15)    | 2 447(=)        |
| 27-05-2021                                            | 27-05-2021 |  | 132 264(+20)    | 2 447(=)        |
| 28-05-2021                                            | 28-05-2021 |  | 132 285(+21)    | 2 448(+1)       |
| 29-05-2021                                            | 29-05-2021 |  | 132 297(+12)    | 2 449(+1)       |
| 30-05-2021                                            | 30-05-2021 |  | 132 309(+12)    | 2 450(+1)       |
| 31-05-2021                                            | 31-05-2021 |  | 132 315(+6)     | 2 451(+1)       |
| 01-06-2021                                            | 01-06-2021 |  | 132 337(+22)    | 2 451(=)        |
| 02-06-2021                                            | 02-06-2021 |  | 132 351(+14)    | 2 451(=)        |
| 03-06-2021                                            | 03-06-2021 |  | 132 360(+9)     | 2 451(=)        |
| 04-06-2021                                            | 04-06-2021 |  | 132 372(+12)    | 2 451(=)        |
| 05-06-2021                                            | 05-06-2021 |  | 132 374(+2)     | 2 451(=)        |
| 06-06-2021                                            | 06-06-2021 |  | 132 379(+5)     | 2 451(=)        |
| 07-06-2021                                            | 07-06-2021 |  | 132 384(+5)     | 2 452(+1)       |
| 08-06-2021                                            | 08-06-2021 |  | 132 397(+13)    | 2 452(=)        |
| 09-06-2021                                            | 09-06-2021 |  | 132 415(+18)    | 2 452(=)        |
| 10-06-2021                                            | 10-06-2021 |  | 132 426(+11)    | 2 452(=)        |
| 11-06-2021                                            | 11-06-2021 |  | 132 437(+11)    | 2 453(+1)       |
| 12-06-2021                                            | 12-06-2021 |  | 132 449(+12)    | 2 453(=)        |
| 13-06-2021                                            | 13-06-2021 |  | 132 459(+10)    | 2 453(=)        |
| 14-06-2021                                            | 14-06-2021 |  | 132 461(+2)     | 2 453(=)        |
| 15-06-2021                                            | 15-06-2021 |  | 132 469(+8)     | 2 454(+1)       |
| 16-06-2021                                            | 16-06-2021 |  | 132 476(+7)     | 2 454(=)        |
| 17-06-2021                                            | 17-06-2021 |  | 132 481(+5)     | 2 454(=)        |
| 18-06-2021                                            | 18-06-2021 |  | 132 484(+3)     | 2 454(=)        |
| 19-06-2021                                            | 19-06-2021 |  | 132 488(+4)     | 2 454(=)        |
| 20-06-2021                                            | 20-06-2021 |  | 132 490(+2)     | 2 454(=)        |
| 21-06-2021                                            |            |  |                 |                 |
| 22-06-2021                                            | 22-06-2021 |  | 132 491(N.D.)   | 2 454(N.D.)     |
| 23-06-2021                                            | 23-06-2021 |  | 132 497(+6)     | 2 455(+1)       |
| 24-06-2021                                            | 24-06-2021 |  | 132 499(+2)     | 2 455(=)        |
| 25-06-2021                                            | 25-06-2021 |  | 132 506(+7)     | 2 455(=)        |
| 26-06-2021                                            | 26-06-2021 |  | 132 509(+3)     | 2 456(+1)       |
| 27-06-2021                                            | 27-06-2021 |  | 132 512(+3)     | 2 456(=)        |
| 28-06-2021                                            | 28-06-2021 |  | 132 513(+1)     | 2 456(=)        |
| 29-06-2021                                            | 29-06-2021 |  | 132 514(+1)     | 2 456(=)        |
| 30-06-2021                                            | 30-06-2021 |  | 132 521(+7)     | 2 456(=)        |
| 01-07-2021                                            | 01-07-2021 |  | 132 523(+2)     | 2 456(=)        |
| 02-07-2021                                            | 02-07-2021 |  | 132 526(+3)     | 2 456(=)        |
| 03-07-2021                                            | 03-07-2021 |  | 132 534(+8)     | 2 456(=)        |
| 04-07-2021                                            | 04-07-2021 |  | 132 535(+1)     | 2 456(=)        |
| 05-07-2021                                            | 05-07-2021 |  | 132 537(+2)     | 2 456(=)        |
| 06-07-2021                                            | 06-07-2021 |  | 132 544(+7)     | 2 456(=)        |
| 07-07-2021                                            | 07-07-2021 |  | 132 557(+13)    | 2 456(=)        |
| 08-07-2021                                            | 08-07-2021 |  | 132 565(+8)     | 2 456(=)        |
| 09-07-2021                                            | 09-07-2021 |  | 132 580(+15)    | 2 456(=)        |
| 10-07-2021                                            | 10-07-2021 |  | 132 587(+7)     | 2 456(=)        |
| 11-07-2021                                            | 11-07-2021 |  | 132 592(+5)     | 2 456(=)        |
| 12-07-2021                                            | 12-07-2021 |  | 132 597(+5)     | 2 456(=)        |
| 13-07-2021                                            | 13-07-2021 |  | 132 608(+11)    | 2 456(=)        |
| 14-07-2021                                            | 14-07-2021 |  | 132 616(+8)     | 2 456(=)        |
| 15-07-2021                                            | 15-07-2021 |  | 132 629(+13)    | 2 456(=)        |
| 16-07-2021                                            | 16-07-2021 |  | 132 647(+18)    | 2 456(=)        |
| 17-07-2021                                            | 17-07-2021 |  | 132 665(+18)    | 2 456(=)        |
| 18-07-2021                                            | 18-07-2021 |  | 132 686(+21)    | 2 456(=)        |
| 19-07-2021                                            | 19-07-2021 |  | 132 697(+11)    | 2 456(=)        |
| 20-07-2021                                            | 20-07-2021 |  | 132 740(+43)    | 2 456(=)        |
| 21-07-2021                                            | 21-07-2021 |  | 132 763(+23)    | 2 456(=)        |
| 22-07-2021                                            | 22-07-2021 |  | 132 797(+34)    | 2 456(=)        |
| 23-07-2021                                            | 23-07-2021 |  | 132 828(+31)    | 2 456(=)        |
| 24-07-2021                                            | 24-07-2021 |  | 132 853(+25)    | 2 456(=)        |
| 25-07-2021                                            | 25-07-2021 |  | 132 875(+22)    | 2 456(=)        |
| 26-07-2021                                            | 26-07-2021 |  | 132 891(+16)    | 2 456(=)        |
| 27-07-2021                                            | 27-07-2021 |  | 132 922(+31)    | 2 456(=)        |
| 28-07-2021                                            | 28-07-2021 |  | 132 952(+30)    | 2 457(+1)       |
| 29-07-2021                                            | 29-07-2021 |  | 132 999(+47)    | 2 457(=)        |
| 30-07-2021                                            | 30-07-2021 |  | 133 036(+37)    | 2 457(=)        |
| 31-07-2021                                            | 31-07-2021 |  | 133 081(+45)    | 2 457(=)        |
| 01-08-2021                                            | 01-08-2021 |  | 133 121(+40)    | 2 457(=)        |
| 02-08-2021                                            | 02-08-2021 |  | 133 146(+25)    | 2 457(=)        |
| 03-08-2021                                            | 03-08-2021 |  | 133 211(+65)    | 2 457(=)        |
| 04-08-2021                                            | 04-08-2021 |  | 133 310(+99)    | 2 457(=)        |
| 05-08-2021                                            | 05-08-2021 |  | 133 442(+132)   | 2 457(=)        |
| 06-08-2021                                            | 06-08-2021 |  | 133 591(+149)   | 2 458(+1)       |
| 07-08-2021                                            | 07-08-2021 |  | 133 730(+139)   | 2 459(+1)       |
| 08-08-2021                                            | 08-08-2021 |  | 133 912(+182)   | 2 459(=)        |
| 09-08-2021                                            | 09-08-2021 |  | 133 981(+69)    | 2 460(+1)       |
| 10-08-2021                                            | 10-08-2021 |  | 134 201(+220)   | 2 460(=)        |
| 11-08-2021                                            | 11-08-2021 |  | 134 487(+286)   | 2 460(=)        |
| 12-08-2021                                            | 12-08-2021 |  | 134 761(+274)   | 2 460(=)        |
| 13-08-2021                                            | 13-08-2021 |  | 135 140(+379)   | 2 461(+1)       |
| 14-08-2021                                            | 14-08-2021 |  | 135 550(+410)   | 2 463(+2)       |
| 15-08-2021                                            | 15-08-2021 |  | 135 947(+397)   | 2 464(+1)       |
| 16-08-2021                                            | 16-08-2021 |  | 136 147(+200)   | 2 466(+2)       |
| 17-08-2021                                            | 17-08-2021 |  | 136 598(+451)   | 2 468(+2)       |
| 18-08-2021                                            | 18-08-2021 |  | 137 075(+477)   | 2 471(+3)       |
| 19-08-2021                                            | 19-08-2021 |  | 137 597(+522)   | 2 473(+2)       |
| 20-08-2021                                            | 20-08-2021 |  | 138 132(+535)   | 2 475(+2)       |
| 21-08-2021                                            | 21-08-2021 |  | 138 790(+658)   | 2 477(+2)       |
| 22-08-2021                                            | 22-08-2021 |  | 139 324(+534)   | 2 478(+1)       |
| 23-08-2021                                            | 23-08-2021 |  | 139 721(+397)   | 2 478(=)        |
| 24-08-2021                                            | 24-08-2021 |  | 140 521(+800)   | 2 480(+2)       |
| 25-08-2021                                            | 25-08-2021 |  | 141 365(+844)   | 2 483(+3)       |
| 26-08-2021                                            | 26-08-2021 |  | 142 253(+888)   | 2 486(+3)       |
| 27-08-2021                                            | 27-08-2021 |  | 143 174(+921)   | 2 487(+1)       |
| 28-08-2021                                            | 28-08-2021 |  | 144 079(+905)   | 2 490(+3)       |
| 29-08-2021                                            | 29-08-2021 |  | 144 847(+768)   | 2 492(+2)       |
| 30-08-2021                                            | 30-08-2021 |  | 145 333(+486)   | 2 495(+3)       |
| 31-08-2021                                            | 31-08-2021 |  | 146 387(+1 054) | 2 498(+3)       |
| 01-09-2021                                            | 01-09-2021 |  | 147 369(+982)   | 2 501(+3)       |
| 02-09-2021                                            | 02-09-2021 |  | 148 222(+853)   | 2 505(+4)       |
| 03-09-2021                                            | 03-09-2021 |  | 149 117(+895)   | 2 508(+3)       |
| 04-09-2021                                            | 04-09-2021 |  | 150 101(+984)   | 2 512(+4)       |
| 05-09-2021                                            | 05-09-2021 |  | 150 997(+896)   | 2 515(+3)       |
| 06-09-2021                                            | 06-09-2021 |  | 151 499(+502)   | 2 519(+4)       |
| 07-09-2021                                            | 07-09-2021 |  | 152 239(+740)   | 2 523(+4)       |
| 08-09-2021                                            | 08-09-2021 |  | 153 318(+1 079) | 2 528(+5)       |
| 09-09-2021                                            | 09-09-2021 |  | 154 316(+998)   | 2 531(+3)       |
| 10-09-2021                                            | 10-09-2021 |  | 155 293(+977)   | 2 535(+4)       |
| 11-09-2021                                            | 11-09-2021 |  | 156 162(+869)   | 2 539(+4)       |
| 12-09-2021                                            | 12-09-2021 |  | 157 026(+864)   | 2 543(+4)       |
| 13-09-2021                                            | 13-09-2021 |  | 157 436(+410)   | 2 548(+5)       |
| 14-09-2021                                            | 14-09-2021 |  | 158 431(+995)   | 2 553(+5)       |
| 15-09-2021                                            | 15-09-2021 |  | 159 423(+992)   | 2 557(+4)       |
| 16-09-2021                                            | 16-09-2021 |  | 160 365(+942)   | 2 563(+6)       |
| 17-09-2021                                            | 17-09-2021 |  | 161 324(+959)   | 2 569(+6)       |
| 18-09-2021                                            | 18-09-2021 |  | 162 173(+849)   | 2 574(+5)       |
| 19-09-2021                                            | 19-09-2021 |  | 162 953(+780)   | 2 580(+6)       |
| 20-09-2021                                            | 20-09-2021 |  | 163 404(+451)   | 2 587(+7)       |
| 21-09-2021                                            | 21-09-2021 |  | 164 276(+872)   | 2 594(+7)       |
| 22-09-2021                                            | 22-09-2021 |  | 165 096(+820)   | 2 601(+7)       |
| 23-09-2021                                            | 23-09-2021 |  | 165 864(+768)   | 2 609(+8)       |
| 24-09-2021                                            | 24-09-2021 |  | 166 690(+826)   | 2 619(+10)      |
| 25-09-2021                                            | 25-09-2021 |  | 167 354(+664)   | 2 629(+10)      |
| 26-09-2021                                            | 26-09-2021 |  | 167 893(+539)   | 2 640(+11)      |
| 27-09-2021                                            | 27-09-2021 |  | 168 188(+295)   | 2 653(+13)      |
| 28-09-2021                                            | 28-09-2021 |  | 168 782(+594)   | 2 668(+15)      |
| 29-09-2021                                            | 29-09-2021 |  | 169 462(+680)   | 2 685(+17)      |
| 30-09-2021                                            | 30-09-2021 |  | 170 131(+669)   | 2 698(+13)      |
| 01-10-2021                                            | 01-10-2021 |  | 170 778(+647)   | 2 705(+7)       |
| 02-10-2021                                            | 02-10-2021 |  | 171 327(+549)   | 2 710(+5)       |
| 03-10-2021                                            | 03-10-2021 |  | 171 794(+467)   | 2 713(+3)       |
| 04-10-2021                                            | 04-10-2021 |  | 172 001(+207)   | 2 718(+5)       |
| 05-10-2021                                            | 05-10-2021 |  | 172 618(+617)   | 2 725(+7)       |
| 06-10-2021                                            | 06-10-2021 |  | 173 190(+572)   | 2 734(+9)       |
| 07-10-2021                                            | 07-10-2021 |  | 173 723(+533)   | 2 746(+12)      |
| 08-10-2021                                            | 08-10-2021 |  | 174 168(+445)   | 2 753(+7)       |
| 09-10-2021                                            | 09-10-2021 |  | 174 643(+475)   | 2 759(+6)       |
| 10-10-2021                                            | 10-10-2021 |  | 174 968(+325)   | 2 768(+9)       |
| 11-10-2021                                            | 11-10-2021 |  | 175 163(+195)   | 2 777(+9)       |
| 12-10-2021                                            | 12-10-2021 |  | 175 664(+501)   | 2 783(+6)       |
| 13-10-2021                                            | 13-10-2021 |  | 176 172(+508)   | 2 788(+5)       |
| 14-10-2021                                            | 14-10-2021 |  | 176 667(+495)   | 2 797(+9)       |
| 15-10-2021                                            | 15-10-2021 |  | 177 108(+441)   | 2 807(+10)      |
| 16-10-2021                                            | 16-10-2021 |  | 177 536(+428)   | 2 810(+3)       |
| 17-10-2021                                            | 17-10-2021 |  | 177 971(+435)   | 2 820(+10)      |
| 18-10-2021                                            | 18-10-2021 |  | 178 188(+217)   | 2 829(+9)       |
| 19-10-2021                                            | 19-10-2021 |  | 178 804(+616)   | 2 841(+12)      |
| 20-10-2021                                            | 20-10-2021 |  | 179 463(+659)   | 2 849(+8)       |
| 21-10-2021                                            | 21-10-2021 |  | 180 029(+566)   | 2 855(+6)       |
| 22-10-2021                                            | 22-10-2021 |  | 180 623(+594)   | 2 863(+8)       |
| 23-10-2021                                            | 23-10-2021 |  | 181 252(+629)   | 2 870(+7)       |
| 24-10-2021                                            | 24-10-2021 |  | 181 696(+444)   | 2 874(+4)       |
| 25-10-2021                                            | 25-10-2021 |  | 181 960(+264)   | 2 880(+6)       |
| 26-10-2021                                            | 26-10-2021 |  | 182 610(+650)   | 2 888(+8)       |
| 27-10-2021                                            | 27-10-2021 |  | 183 282(+672)   | 2 893(+5)       |
| 28-10-2021                                            | 28-10-2021 |  | 183 873(+591)   | 2 902(+9)       |
| 29-10-2021                                            | 29-10-2021 |  | 184 340(+467)   | 2 909(+7)       |
| 30-10-2021                                            | 30-10-2021 |  | 184 887(+547)   | 2 916(+7)       |
| 31-10-2021                                            | 31-10-2021 |  | 185 300(+413)   | 2 924(+8)       |
| 01-11-2021                                            | 01-11-2021 |  | 185 497(+197)   | 2 931(+7)       |
| 02-11-2021                                            | 02-11-2021 |  | 186 222(+725)   | 2 937(+6)       |
| 03-11-2021                                            | 03-11-2021 |  | 186 793(+571)   | 2 940(+3)       |
| 04-11-2021                                            | 04-11-2021 |  | 187 363(+570)   | 2 944(+4)       |
| 05-11-2021                                            | 05-11-2021 |  | 187 994(+631)   | 2 948(+4)       |
| ⋮                                                     |            |  |                 |                 |
| 15-02-2022                                            | 15-02-2022 |  | 268 491(N.D.)   | 3 420(N.D.)     |
| 16-02-2022                                            | 16-02-2022 |  | 268 940(+449)   | 3 423(+3)       |
| 17-02-2022                                            | 17-02-2022 |  | 269 301(+361)   | 3 430(+7)       |
| 18-02-2022                                            | 18-02-2022 |  | 269 601(+300)   | 3 432(+2)       |
| 19-02-2022                                            | 19-02-2022 |  | 269 904(+303)   | 3 433(+1)       |
| 20-02-2022                                            | 20-02-2022 |  | 270 164(+260)   | 3 438(+5)       |
| 21-02-2022                                            | 21-02-2022 |  | 270 370(+206)   | 3 445(+7)       |
| 22-02-2022                                            | 22-02-2022 |  | 270 455(+85)    | 3 451(+6)       |
| 23-02-2022                                            | 23-02-2022 |  | 270 734(+279)   | 3 453(+2)       |
| 24-02-2022                                            | 24-02-2022 |  | 271 141(+407)   | 3 458(+5)       |
| 25-02-2022                                            | 25-02-2022 |  | 271 314(+173)   | 3 460(+2)       |
| 26-02-2022                                            | 26-02-2022 |  | 271 425(+111)   | 3 462(+2)       |
| 27-02-2022                                            | 27-02-2022 |  | 271 527(+102)   | 3 464(+2)       |
| 28-02-2022                                            | 28-02-2022 |  | 271 563(+36)    | 3 469(+5)       |
| 01-03-2022                                            | 01-03-2022 |  | 271 702(+139)   | 3 472(+3)       |
| 02-03-2022                                            | 02-03-2022 |  | 271 825(+123)   | 3 474(+2)       |
| 03-03-2022                                            | 03-03-2022 |  | 271 920(+95)    | 3 476(+2)       |
| 04-03-2022                                            | 04-03-2022 |  | 272 030(+110)   | 3 478(+2)       |
| 05-03-2022                                            | 05-03-2022 |  | 272 132(+102)   | 3 479(+1)       |
| 06-03-2022                                            | 06-03-2022 |  | 272 210(+78)    | 3 482(+3)       |
| 07-03-2022                                            | 07-03-2022 |  | 272 250(+40)    | 3 483(+1)       |
| 08-03-2022                                            | 08-03-2022 |  | 272 337(+87)    | 3 483(=)        |
| 09-03-2022                                            | 09-03-2022 |  | 272 412(+75)    | 3 483(=)        |
| 10-03-2022                                            | 10-03-2022 |  | 272 479(+67)    | 3 484(+1)       |
| 11-03-2022                                            | 11-03-2022 |  | 272 552(+73)    | 3 485(+1)       |
| 12-03-2022                                            | 12-03-2022 |  | 272 621(+69)    | 3 485(=)        |
| 13-03-2022                                            | 13-03-2022 |  | 272 663(+42)    | 3 485(=)        |
| 14-03-2022                                            | 14-03-2022 |  | 272 689(+26)    | 3 485(=)        |
| 15-03-2022                                            | 15-03-2022 |  | 272 711(+22)    | 3 486(+1)       |
| 16-03-2022                                            | 16-03-2022 |  | 272 804(+93)    | 3 487(+1)       |
| 17-03-2022                                            | 17-03-2022 |  | 272 885(+81)    | 3 487(=)        |
| 18-03-2022                                            | 18-03-2022 |  | 272 961(+76)    | 3 487(=)        |
| 19-03-2022                                            | 19-03-2022 |  | 273 040(+79)    | 3 487(=)        |
| 20-03-2022                                            | 20-03-2022 |  | 273 088(+48)    | 3 487(=)        |
| 21-03-2022                                            | 21-03-2022 |  | 273 110(+22)    | 3 488(+1)       |
| 22-03-2022                                            | 22-03-2022 |  | 273 146(+36)    | 3 489(+1)       |
| ⋮                                                     |            |  |                 |                 |
| 05-04-2022                                            | 05-04-2022 |  | 274 000(N.D.)   | 3 492(N.D.)     |
| 06-04-2022                                            | 06-04-2022 |  | 274 055(+55)    | 3 492(=)        |
| 07-04-2022                                            | 07-04-2022 |  | 274 108(+53)    | 3 492(=)        |
| 08-04-2022                                            | 08-04-2022 |  | 274 136(+28)    | 3 492(=)        |
| 09-04-2022                                            | 09-04-2022 |  | 274 191(+55)    | 3 492(=)        |
| 10-04-2022                                            | 10-04-2022 |  | 274 219(+28)    | 3 492(=)        |
| 11-04-2022                                            | 11-04-2022 |  | 274 236(+17)    | 3 494(+2)       |
| 12-04-2022                                            | 12-04-2022 |  | 274 272(+36)    | 3 494(=)        |
| 13-04-2022                                            | 13-04-2022 |  | 274 320(+48)    | 3 494(=)        |
| 14-04-2022                                            | 14-04-2022 |  | 274 376(+56)    | 3 495(+1)       |
| 15-04-2022                                            | 15-04-2022 |  | 274 429(+53)    | 3 495(=)        |
| 16-04-2022                                            | 16-04-2022 |  | 274 462(+33)    | 3 496(+1)       |
| 17-04-2022                                            | 17-04-2022 |  | 274 504(+42)    | 3 496(=)        |
| 18-04-2022                                            | 18-04-2022 |  | 274 520(+16)    | 3 496(=)        |
| 19-04-2022                                            | 19-04-2022 |  | 274 535(+15)    | 3 496(=)        |
| 20-04-2022                                            | 20-04-2022 |  | 274 606(+71)    | 3 496(=)        |
| 21-04-2022                                            | 21-04-2022 |  | 274 685(+79)    | 3 496(=)        |
| 22-04-2022                                            | 22-04-2022 |  | 274 737(+52)    | 3 496(=)        |
| 23-04-2022                                            | 23-04-2022 |  | 274 791(+54)    | 3 496(=)        |
| 24-04-2022                                            | 24-04-2022 |  | 274 828(+37)    | 3 496(=)        |
| 25-04-2022                                            | 25-04-2022 |  | 274 834(+6)     | 3 496(=)        |
| 26-04-2022                                            | 26-04-2022 |  | 274 862(+28)    | 3 496(=)        |
| 27-04-2022                                            | 27-04-2022 |  | 274 929(+67)    | 3 496(=)        |
| 28-04-2022                                            | 28-04-2022 |  | 275 002(+73)    | 3 496(=)        |
| 29-04-2022                                            | 29-04-2022 |  | 275 055(+53)    | 3 496(=)        |
| 30-04-2022                                            | 30-04-2022 |  | 275 107(+52)    | 3 496(=)        |
| 01-05-2022                                            | 01-05-2022 |  | 275 167(+60)    | 3 496(=)        |
| 02-05-2022                                            | 02-05-2022 |  | 275 177(+10)    | 3 496(=)        |
| 03-05-2022                                            | 03-05-2022 |  | 275 191(+14)    | 3 496(=)        |
| 04-05-2022                                            | 04-05-2022 |  | 275 211(+20)    | 3 496(=)        |
| 05-05-2022                                            | 05-05-2022 |  | 275 266(+55)    | 3 496(=)        |
| 06-05-2022                                            | 06-05-2022 |  | 275 310(+44)    | 3 496(=)        |
| 07-05-2022                                            | 07-05-2022 |  | 275 341(+31)    | 3 496(=)        |
| 08-05-2022                                            | 08-05-2022 |  | 275 366(+25)    | 3 496(=)        |
| 09-05-2022                                            | 09-05-2022 |  | 275 372(+6)     | 3 497(+1)       |
| 10-05-2022                                            | 10-05-2022 |  | 275 416(+44)    | 3 497(=)        |
| 11-05-2022                                            | 11-05-2022 |  | 275 440(+24)    | 3 497(=)        |
| 12-05-2022                                            | 12-05-2022 |  | 275 485(+45)    | 3 497(=)        |
| 13-05-2022                                            | 13-05-2022 |  | 275 534(+49)    | 3 497(=)        |
| 14-05-2022                                            | 14-05-2022 |  | 275 574(+40)    | 3 497(=)        |
| 15-05-2022                                            | 15-05-2022 |  | 275 615(+41)    | 3 497(=)        |
| 16-05-2022                                            | 16-05-2022 |  | 275 621(+6)     | 3 497(=)        |
| 17-05-2022                                            | 17-05-2022 |  | 275 688(+67)    | 3 497(=)        |
| 18-05-2022                                            | 18-05-2022 |  | 275 732(+44)    | 3 497(=)        |
| 19-05-2022                                            | 19-05-2022 |  | 275 774(+42)    | 3 497(=)        |
| 20-05-2022                                            | 20-05-2022 |  | 275 802(+28)    | 3 497(=)        |
| 21-05-2022                                            | 21-05-2022 |  | 275 838(+36)    | 3 497(=)        |
| Fonti: - Ministero della Salute albanese - Statistika |            |  |                 |                 |

## Cronologia

### Marzo
I primi casi confermati avvennero l'8 marzo 2020, con due turisti venuti a Tirana da Firenze.
Il 9 marzo, il Ministero della salute e della protezione sociale ha dichiarato che un totale di 65 persone erano state sottoposte al tampone per COVID-19, di cui 2 positivi.
Il 10 marzo, 114 persone fecero il tampone, 10 dei quali erano positivi. Di questi, 6 nuovi casi erano contatti stretti dei primi 2, mentre gli altri 2 nuovi casi non avevano alcuna connessione. Intanto il Presidente Ilir Meta ha chiesto ai medici albanesi in pensione a tornare al lavoro per fronteggiare il virus.
L'11 marzo, sono state testate in totale 241 persone, di cui 15 positive. 12 casi erano stretti contatti del primo caso, mentre gli altri due erano di Tirana e Lushnjë. È stata anche segnalata la prima morte, una donna anziana a Durazzo.
Il 12 marzo, il vice ministro della sanità e della protezione sociale Mira Rakacolli ha dichiarato che durante le ultime 24 ore 298 persone erano state sottoposte a test per COVID-19. Di questi, 23 casi sono risultati positivi alla malattia, 18 dei quali erano asintomatici e autoisolati e 5 sono stati ricoverati in ospedale. È stato dichiarato che tutti i malati erano stati in Italia o erano stati in contatto con qualcuno che lo aveva avuto. In totale 134 persone entrano in quarantena.
Il 15 marzo, sono stati confermati 42 casi, 17 persone sono state ricoverate in ospedale, 3 delle quali sotto un'intensa supervisione ospedaliera.
Il 16 marzo, sono stati confermati 51 casi, 23 persone sono state ricoverate in ospedale, 3 delle quali sono in terapia intensiva.
Il 17 marzo, sono stati confermati 55 casi e 25 persone sono state ricoverate in ospedale. Nelle ultime 24 ore sono state testate 42 persone, quattro delle quali sono risultate positive portando il numero dei contagiati da 51 a 55.
Il 22 marzo ,sono stati confermati 89 casi, 43 persone sono state ricoverate in ospedale, di cui 4 in terapia intensiva. Nelle ultime 24 ore sono state testate 33 persone, di cui 13 positive. I primi 3 contagiati furono dimessi dall'ospedale, per essere messi in quarantena per altri 14 giorni. Tre nuovi casi sono stati segnalati nel comune di Korçë precedentemente non interessato.
Il 23 marzo, sono stati confermati 104 casi, 49 persone sono state ricoverate in ospedale, di cui 3 in terapia intensiva. Nelle ultime 24 ore sono state testate 45 persone, di cui 15 positive. Nuovi casi sono stati scoperti a Scutari e Valona. Sono stati inoltre segnalati due nuovi decessi, uno di 71 anni e uno di 43 anni con condizioni di salute preesistenti, portando il totale a 4.
Il 24 marzo, sono stati confermati 123 casi, 57 persone sono state ricoverate in ospedale, di cui 2 in terapia intensiva. Nelle ultime 24 ore sono state testate 74 persone, di cui 19 positive. È stato segnalato un altro decesso, un 49enne di Tirana, che ha portato il bilancio totale delle vittime a 5. Anche i comuni di Lezhë, Has e Berat hanno avuto i loro primi casi.
Il 25 marzo, sono stati confermati 146 casi, con 23 nuovi casi positivi rispetto a 111 test effettuati nelle ultime 24 ore. 72 persone sono state ricoverate in ospedale, 4 in terapia intensiva di cui 3 intubate e in condizioni critiche. Un nuovo caso è stato segnalato nel comune di Krujë. Non sono stati riportati decessi, mentre i guariti sono stati 17.
Il 26 marzo, sono stati confermati 174 casi, con 28 nuovi casi rispetto a 103 test effettuati nelle ultime 24 ore. 73 persone sono state ricoverate in ospedale, 3 in terapia intensiva di cui 2 intubate e in condizioni critiche. Di tutti i casi 4 erano pediatrici, asintomatici e in buona salute. È stata segnalata la sesta vittima della malattia, una donna di 71 anni di Tirana che soffriva anche di ipertensione, dopo 7 giorni di ricovero e terapia intensiva. La mappa delle infezioni si è estesa per includere Tropoja.
Il 27 marzo, sono stati confermati 186 casi, in aumento di 12 casi positivi rispetto a 102 test effettuati nelle ultime 24 ore. 77 persone sono state ricoverate in ospedale, 5 in terapia intensiva. Sono stati segnalati due nuovi decessi al mattino, una donna di 85 anni di Tirana e un uomo di 66 anni di Fier, per un totale di 8. Vengono confermati altri 14 guariti, per un totale di 31. Un nuovo caso è stato segnalato in Pukë.
Il 28 marzo, sono stati confermati 197 casi, in aumento di 11 casi positivi rispetto a 79 test effettuati nelle ultime 24 ore. 74 persone sono state ricoverate in ospedale, 4 in terapia intensiva. Il bilancio delle vittime è salito a 10, di cui 6 erano medici e personale medico.
Il 29 marzo, sono stati confermati 212 casi, con un aumento di 15 casi positivi rispetto a 111 test effettuati nelle ultime 24 ore. Sono state ricoverate 76 persone, 6 in terapia intensiva, di cui 4 intubate. Ci sono 7 nuovi guariti per un totale di 40. Anche il comune di Mirditë ha avuto il suo primo caso accertato, con altri nuovi casi a Tirana, Durazzo e Fier.
Il 30 marzo, sono stati confermati 223 casi, in aumento di 11 casi positivi rispetto a 90 test effettuati nelle ultime 24 ore. 74 persone sono state ricoverate in ospedale, 7 in terapia intensiva, di cui 4 intubate. Ci sono 4 nuovi guariti, per un totale di 44, mentre i decessi sono aumentati a 11 dopo la morte di un 79enne di Tirana.
Il 31 marzo, sono stati confermati 243 casi, con un aumento di 20 casi positivi rispetto a 145 test effettuati nelle ultime 24 ore. 77 persone sono state ricoverate in ospedale, 8 in terapia intensiva, di cui 3 intubate. Ci sono 8 nuovi guariti per un totale di 52, mentre i decessi sono aumentati a 13 dopo la morte di una donna di 82 anni di Tirana e di una di 62 a Durazzo.

### Aprile
Il 1º aprile sono stati confermati 259 casi, con un aumento di 16 casi positivi rispetto a 152 test effettuati nelle ultime 24 ore. Sono state ricoverate 79 persone, 7 in terapia intensiva, di cui 4 intubate. Ci sono 15 nuovi guariti per un totale di 67, mentre il bilancio delle vittime è salito a 15.
Il 2 aprile, sono stati confermati 277 casi, con un aumento di 18 casi positivi rispetto a 96 test effettuati nelle ultime 24 ore. 81 persone sono state ricoverate in ospedale, 8 in terapia intensiva, di cui 4 intubate. È stato riportato un nuovo decesso, un 78enne di Durazzo, portando il totale a 16, mentre i guariti sono saliti a 76.
Il 3 aprile, sono stati confermati 304 casi e 112 test sono stati eseguiti nelle ultime 24 ore. Un grande aumento è stato visto nel comune di Scutari, dove sono stati scoperti 12 nuovi casi di 2 famiglie, entrambi con membri che in precedenza erano risultati positivi alla malattia. Nel frattempo, 73 persone sono state ricoverate nell'ospedale infettivo di Tirana, mentre altre 4 in un ospedale "Shefqet Ndroqi" recentemente adattato a COVID-19 a Durazzo. I guariti sono passati a 89 mentre i decessi sono aumentati di 1 per un totale di 17.
Il 14 aprile, sono stati confermati 475 casi, 236 test sono stati eseguiti nelle ultime 24 ore per un totale di 4306. Ci sono stati otto nuovi casi, 6 individui a Tirana, 1 medico a Scutari e 1 a Kukës, un comune precedentemente non interessato dalla patologia. 46 persone sono state ricoverate in ospedale, 12 in terapia intensiva e 5 intubate. Il bilancio delle vittime è aumentato da uno a 24, mentre ci sono stati 16 nuovi guariti per un totale di 248.

### Maggio
Il 27 maggio, Lezhë ed Elbasan sono state dichiarate Covid-Free. Sono stati eseguiti in totale 1326 test sierologici su personale medico e pazienti, con un tasso di positività dell'8%.

### Giugno
L'11 giugno il numero dei guariti ha superato le 1 000 unità.
Il 22 giugno un totale di 239 persone hanno fatto un tampone, con 33 di queste risultate positive. Dopo alcuni giorni di risalita dei contagi i numeri tornano ad abbassarsi. Dopo 5 giorni non viene segnalato nessun morto.
Il 23 giugno il numero dei casi totali sale sopra i 2000. Sono stati effettuati 328 tamponi, con 52 positivi al seguito. È stato registrato un nuovo morto. Il numero dei guariti totali è di 1195.
Il 24 giugno vengono registrati 67 nuovi casi su un totale di 347 tamponi effettuati. Sono registrati 2 nuovi morti, che fanno salire il totale a 47.
Il 25 giugno vengono registrati 78 nuovi casi su un totale di 344 tamponi effettuati. I morti totali salgono a 48.
Il 26 giugno sono confermati 77 casi positivi su un totale di 402 tamponi effettuati. Vengono confermati altri 3 morti che fanno salire il totale a 51.
Il 27 giugno sono confermati 61 nuovi casi positivi su un totale di 355 tamponi effettuati. Vengono confermati altri 2 morti che fanno salire il totale a 53.
Il 28 giugno vengono confermati 72 nuovi casi positivi su un totale di 374 tamponi effettuati. Anche oggi sono confermati 2 nuovi morti che portano il totale a 55.
Il 29 giugno vengono confermati 64 nuovi casi positivi su un totale di 371 tamponi effettuati. Vengono confermati 3 nuovi morti che fanno salire il totale a 58.

### Luglio
Il 1º luglio vengono confermati 45 nuovi casi positivi su un totale di 269 persone testate. Vengono registrati 3 nuovi morti.
Il 2 luglio i casi salgono nuovamente, con 82 nuovi positivi registrati su un totale di 370 tamponi effettuati. Vengono confermati 4 nuovi morti, che portano il totale a 69.
Il 3 luglio vengono confermati 90 nuovi casi positivi, mentre i guariti raggiungono un totale di 1592. Sono stati effettuati 362 tamponi, il che significa che 1 su 4 individui testati risulta positivo. Il numero dei morti totali è salito a 72.
Il 4 luglio vengono confermati 67 nuovi casi positivi su 378 tamponi effettuati. Il numero di guariti totale sale a 1637 mentre i morti totali salgono a 74.
Il 5 luglio vengono confermati 74 nuovi casi positivi su 292 tamponi effettuati. Vengono segnalati 20 nuovi guariti e 2 nuovi morti che fanno salire il totale e 76.
Il 6 luglio vengono confermati 71 nuovi casi con 459 tamponi effettuati. Vengono confermati 3 nuovi morti e 45 guariti.
Il 7 luglio il numero di positivi totali supera le 3 000 unità, precisamente 3 038, con 74 nuovi positivi su un totale di 409 tamponi effettuati. Vengono registrati 42 nuovi guariti e 2 nuovi morti.
L'8 luglio il numero di positivi diminuisce, con 68 nuovi positivi registrati su un totale di 398 tamponi effettuati. Il numero dei guariti totali raggiunge i 1 791, mentre i morti salgono a 83.
Il 9 luglio il numero di positivi sale con 82 casi accertati su un totale di 401 tamponi effettuati. Per la prima volta da 2 settimane non si registrano nuovi morti. Il numero dei guariti totali è di 1 832.
Il 10 luglio vengono confermati 90 nuovi positivi su un totale di 420 tamponi effettuati. Il numero totale dei guariti è di 1875 mentre i morti salgono a 85.
L'11 luglio si raggiunge il nuovo picco dei casi, 93 positivi su un totale di 420 tamponi effettuati. Vengono confermati 4 nuovi morti e 6 nuovi guariti.
Il 12 luglio i casi scendono con 83 nuovi positivi registrati su un totale di 430 tamponi effettuati. Il numero di guariti totali è di 1946 mentre i morti sono 93.
Il 13 luglio i casi raggiungono un nuovo picco con 117 positivi su un totale di 585 tamponi effettuati. Il numero totale dei guariti è di 2014 mentre i morti salgono a 95.
Il 14 luglio vengono confermati 97 positivi su un totale di 451 tamponi effettuati. Vengono confermati 2 nuovi morti e 48 nuovi guariti.
Il 15 luglio vengono confermati 85 casi positivi su un totale di 361 tamponi effettuati. Vengono confermati 4 nuovi morti.
Il 16 luglio vengono confermati 99 nuovi casi su un totale di 425 tamponi effettuati. Vengono confermati 3 nuovi morti.
Il 17 luglio i casi scendono a 55 mentre vengono registrati altri 3 morti e 77 guariti. In totale sono stati effettuati 431 tamponi.
Il 18 luglio i casi totali superano i 4000, con 102 positivi su un totale di 501 tamponi effettuati. Sono stati confermati 50 nuovi guariti e 4 nuovi morti.
Il 19 luglio i casi totali sono 4090, con 82 nuovi positivi su un totale di 331 tamponi effettuati. Vengono confermati 47 nuovi guariti e 1 nuovo morto.
Il 20 luglio i casi positivi sono 81, su un totale di 267 tamponi effettuati. Vengono confermati 41 nuovi guariti e 1 nuovo morto. 
Il 21 luglio i casi positivi sono 119, vengono confermati 45 nuovi guariti e 4 nuovi morti.

Il 22 luglio i casi scendono a 68, mentre vengono registrati altri 3 morti e 66 guariti. In totale sono stati effettuati 496 tamponi.

Il 23 luglio il numero di positivi sale a 108 con un totale di 477 tamponi, mentre vengono registrati altri 3 morti e 60 guariti.

Il 24 luglio il numero di positivi registrati è di 104 su un totale di 564 tamponi effettuati. Vengono inoltre registrati altri 5 morti e 84 guariti.

Il 25 luglio i casi scendono a 67, mentre vengono registrati altri 6 morti e 29 guariti. In totale sono stati effettuati 304 tamponi.

Il 26 luglio i casi positivi salgono a 126 su un totale di 504 tamponi, vengono inoltre registrati 45 guariti e 4 morti.

Il 27 luglio il numero di positivi registrati è di 117 su 500 tamponi effettuati. Vengono inoltre registrati altri 6 morti e 63 guariti.

Il 28 luglio il numero di positivi registrati è di 117 su un totale di 507 tamponi effettuati. Vengono inoltre registrati altri 4 morti e 44 guariti.

Il 29 luglio il numero di positivi registrati è di 108 su un totale di 502 tamponi effettuati. Vengono inoltre registrati altri 2 morti e 41 guariti.

Il 30 luglio il numero di positivi registrati è di 92 su un totale di 507 tamponi effettuati. Vengono inoltre registrati altri 4 morti e 53 guariti.

Il 31 luglio il numero di positivi registrati è di 79 su un totale di 501 tamponi effettuati. Vengono inoltre registrati altri 4 morti e 69 guariti.

### Agosto
Il 1 agosto vengono registrati 120 casi su un totale di 510 tamponi. Vengono inoltre registrati 4 morti e 9 guariti.

Il 2 agosto vengono registrati 123 casi su un totale di 474 tamponi. Vengono inoltre registrati 5 morti e 57 guariti.

Il 3 agosto vengono registrati 101 casi su un totale di 474 tamponi. Vengono inoltre registrati 6 morti e 13 guariti.

Il 4 agosto si raggiunge il nuovo picco dei casi, 130 positivi su un totale di 546 tamponi effettuati. Vengono confermati 4 nuovi morti e 23 nuovi guariti.

Il 5 agosto si raggiunge il nuovo picco dei casi, 139 positivi su un totale di 561 tamponi effettuati. Vengono confermati 6 nuovi morti e 69 nuovi guariti.

Il 6 agosto vengono registrati 127 casi su un totale di 531 tamponi. Vengono inoltre registrati 6 morti e 32 guariti.

## Misure preventive

### Pre-COVID
Il 25 febbraio, Skender Brataj, capo del National Medical Emergency Center (NMEC), ha annunciato i protocolli nel caso in cui COVID-19 si diffondesse in Albania, spiegando che i cittadini che sospettano di aver contratto il virus dovrebbero chiamare il numero di emergenza nazionale 127. Ha incaricato tutti i cittadini albanesi provenienti da Cina, Singapore, Iran, Corea del Sud o Italia di chiamare lo stesso numero, in modo che un gruppo di medici con tute protettive possa scortarli in un ospedale per fare il tampone, con tutti i risultati inviati al pubblico Istituto di salute. Lo stesso giorno, Ogerta Manastirliu, ministro della sanità e della protezione sociale, ha incontrato il comitato di esperti tecnici e ha deciso di aumentare il suo bilancio ospedaliero di 1 milione di dollari, per aumentare lo stock di dispositivi di protezione individuale. Brataj ha anche annunciato la formazione di una task force, affermando che la COVID-19 non era ancora arrivato in Albania. Ha specificato che i cittadini provenienti dalle aree colpite sarebbero stati monitorati per 14 giorni e trattati come casi sospetti.

### Dopo l'arrivo della COVID-19

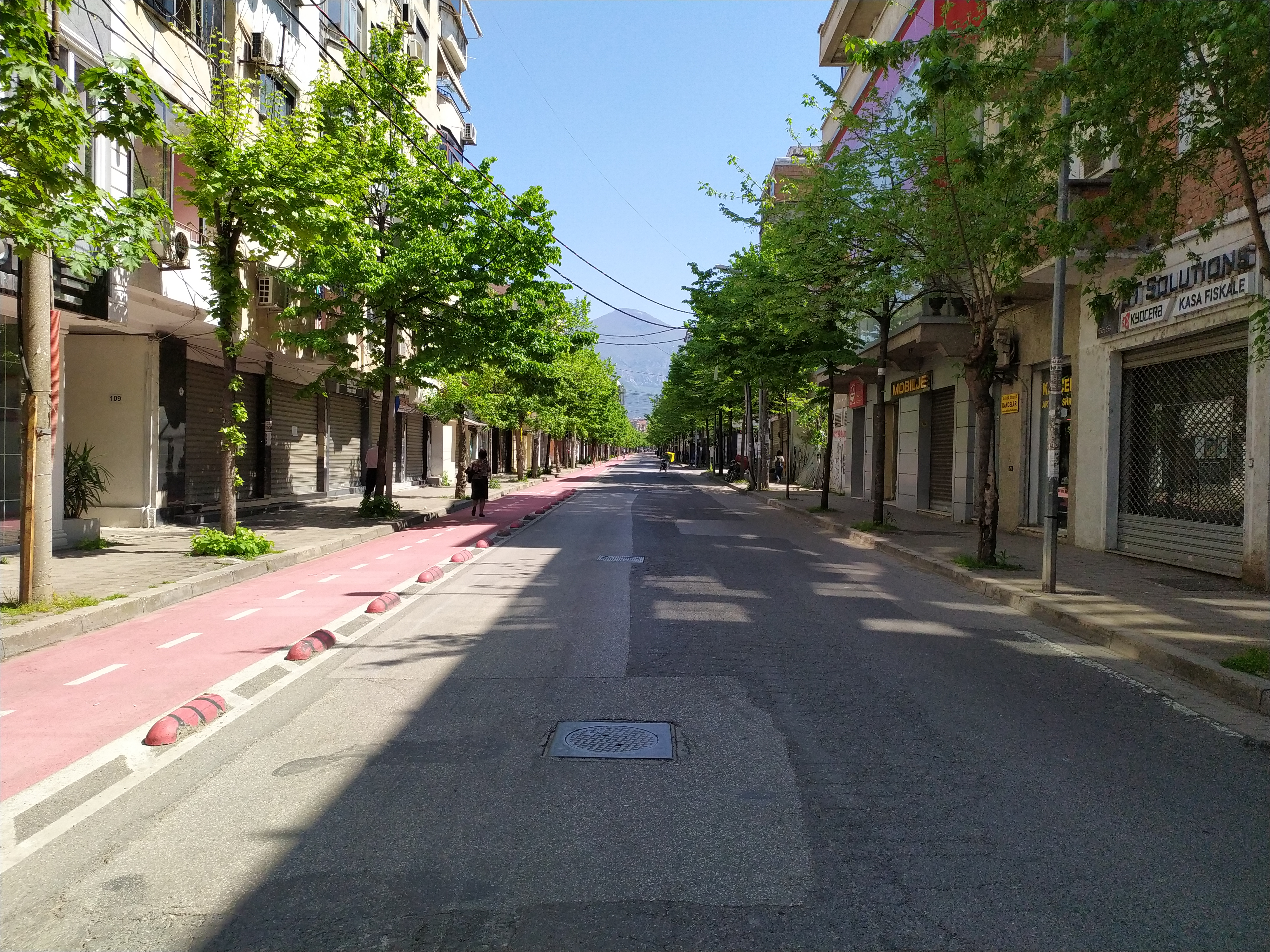
Una strada periferica di Tirana, via Tasim Hoxha, stranamente vuota durante il confinamento del 2020.

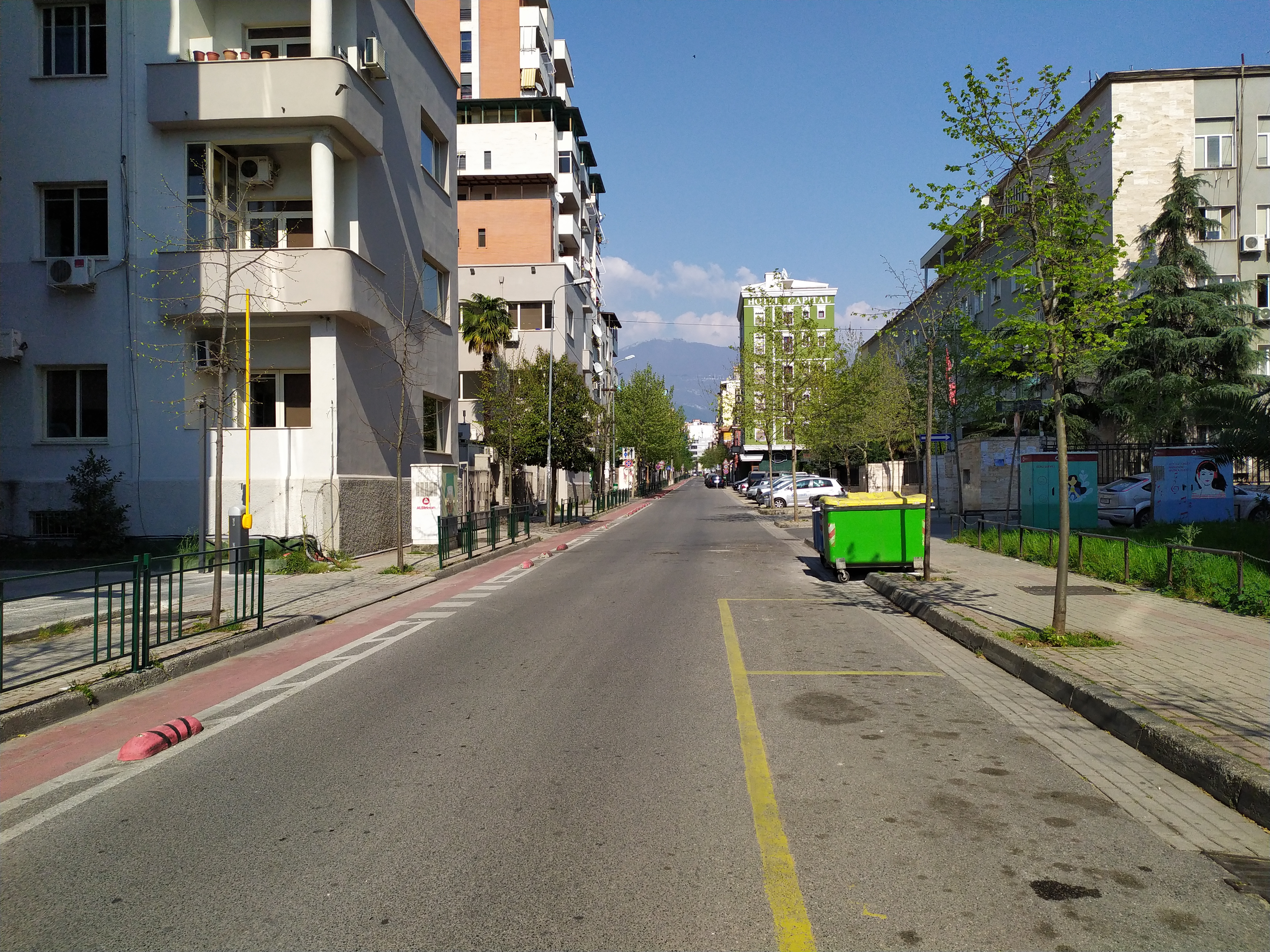
Un'altra strada di Tirana durante il confinamento.

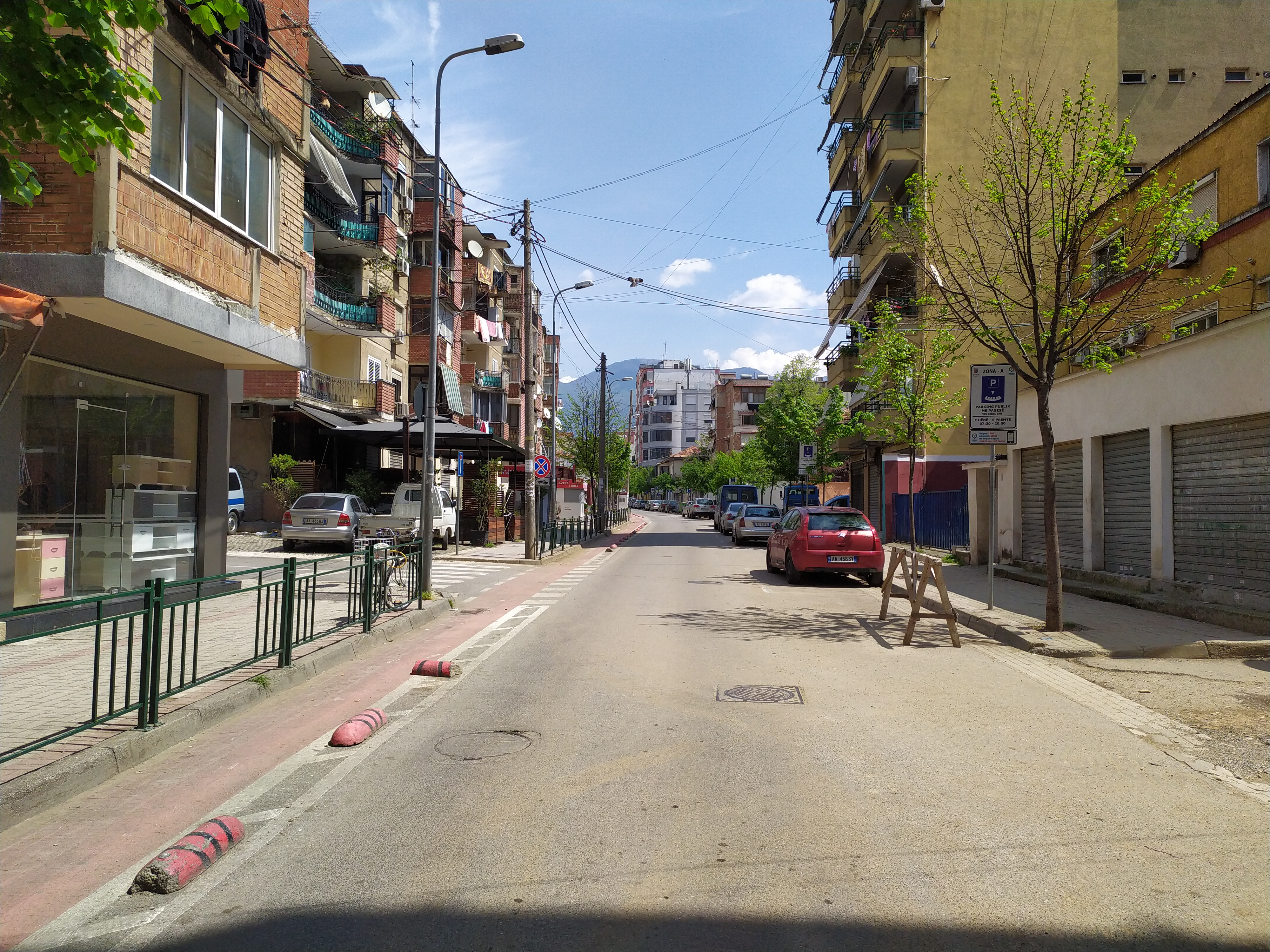
Periferia della capitale, durante la pandemia di COVID-19.

L'8 marzo, il Consiglio dei ministri albanese ha fermato tutti i voli e i traghetti con aree in quarantena dell'Italia settentrionale fino al 3 aprile, ha sospeso tutte le scuole per due settimane, ha ordinato la cancellazione di tutti i grandi raduni pubblici e ha chiesto alle federazioni sportive di annullare le partite programmate. Il ministro della Sanità Ogerta Manastirliu annunciato che chiunque entri in Albania da zone in quarantena sarà sottoposto a controlli medici e dovrà stare in quarantena per 14 giorni.
Il 10 marzo tutti i cittadini sono stati avvisati della nuova politica di lockdown tramite messaggi del primo ministro Edi Rama, che ha affermato che la decisione era deplorevole ma necessaria, dicendo sostanzialmente che i cittadini devono lavarsi le mani e che i mezzi non possono più circolare. L'uso di auto private e veicoli per il trasporto interurbano è stato vietato a Tirana e Durazzo e tutti i trasporti privati e pubblici sono stati vietati a Scutari, Lezhë, Elbasan, Lushnjë, Fier e Valona, con gli unici veicoli autorizzati ad essere ambulanze e veicoli per la consegna degli oggetti essenziali. Sono stati aggiunti bonus di 1000 euro agli stipendi del personale medico e un bonus di 500 euro è stato aggiunto allo stipendio degli operatori sanitari. Era in corso anche la disinfezione di tutti i luoghi pubblici. I pensionati riceveranno le pensioni a domicilio gratuitamente. A tutti i bar, ristoranti, palestre, discoteche e locali con musica dal vivo fu ordinato di chiudere.
Rama ha anche annunciato un ampliamento delle aree da cui gli arrivi devono autoisolarsi, per includere di nuovo tutta l'Italia e tutta la Grecia e ha ordinato alla polizia di pattugliare le strade, detenere eventuali violatori e sanzionarli con una multa di 5.000 euro. L'esercito e la polizia si sono mobilitati per pattugliare le strade e cercare eventuali cittadini che potrebbero violare l'autoisolamento.
Gjergj Erebara a Balkan Insight ha osservato che gran parte del personale medico albanese era emigrato in Germania negli ultimi anni, lasciando gli ospedali albanesi con una grave carenza, avendo già avuto un tasso piuttosto basso di medici per abitante.
La notte dell'11 marzo i veicoli della polizia hanno riprodotto messaggi sugli altoparlanti che dicevano ai cittadini di tornare a casa. La comunità musulmana ha annunciato l'11 marzo che tutti i sermoni, le preghiere e altre attività, tra cui jummah e moschee sono stati cancellati, e ha detto a tutti i credenti di mettersi in quarantena e osservare le preghiere a casa in privato, e seguire rigorosamente e osservare le raccomandazioni dell'Organizzazione mondiale della sanità. Già il 12 marzo 500 persone erano state accusate di violazione del divieto di viaggio.
Ci sono timori riguardo alle condizioni igieniche nelle abitazioni rom, dato che meno della metà ha accesso all'acqua convogliata con cui lavarsi le mani.

### "Guerra" contro la COVID-19
Il 12 marzo il Primo Ministro Edi Rama dichiarò una "guerra" contro COVID-19. Sono state annunciate una serie di nuove misure, tra cui un coprifuoco di 72 ore durante il quale sarebbe consentito solo il trasporto di necessità di base come cibo e medicine e la chiusura forzata di fabbriche di abbigliamento e call center, che dipendono dal mercato italiano. La polizia e l'esercito si mobilitarono e istituirono un totale di 70 posti di blocco. Ai checkpoint, i nomi vengono controllati rispetto a un database di chi è stato in Italia o in Grecia dal 27 febbraio. La polizia in alcune parti del paese, tra cui Fier, ha iniziato a fermare le auto con targhe straniere. Fier procedette a forzare la chiusura della maggior parte dei bar e dei caffè, mentre Tirana e Durazzo sospesero indefinitamente tutti i trasporti pubblici e chiusero tutti i caffè, i bar, i ristoranti, nonché palestre e uffici governativi con sportelli pubblici.Tutte le banche sono state chiuse dal 12 al 16 marzo, ma gli sportelli automatici sono rimasti aperti.
La Chiesa ortodossa autocefala albanese ha annunciato il 12 marzo la sospensione di tutti i servizi fino al 3 aprile, fatta eccezione per la Divina Liturgia di domenica, in cui ha incoraggiato i seguaci a venire per "guarire" ma tenendosi a distanza l'uno dall'altro; la Chiesa ha anche incoraggiato i credenti a osservare i riti da casa, con i servizi di trasmissione della stazione radio della Chiesa "Ngjallja" ("Resurrezione"), sebbene le chiese fossero rimaste al servizio di coloro che desideravano celebrare la preghiera personale mantenendo una distanza dagli altri. La chiesa cattolica ha sospeso tutte le attività diocesiane e parrocchiali, tutte le celebrazioni liturgiche tra cui la Santa Messa, tutti i catechismi, attività parrocchiali e diocesane. Le chiese sono rimaste aperte alle confessioni personali fatte a distanza, così come alla preghiera personale fatta a distanza da altre persone, osservando le raccomandazioni delle autorità. Anche la Chiesa evangelica albanese ha trasmesso servizi online. Il Bektashi Global Kryegjyshata sospese anche tutte le attività religiose nelle sue "tekke" il 12 marzo.
Dal 13 marzo l'Albania ha attuato un rafforzamento del suo blocco nelle principali città del paese, tra cui la capitale, Tirana, nel fine settimana fino al 15 marzo a mezzanotte. Anche le strade che collegano le principali città erano chiuse. I cittadini stranieri che devono recarsi in aeroporto devono aver ricevuto l'autorizzazione scritta della polizia per utilizzare le strade. Tutte le strutture pubbliche dell'aeroporto sono state chiuse, inclusi ristoranti e bar. Il viaggio per mare dalla Grecia e dall'Italia era vietato ad eccezione delle navi mercantili.
Il 15 marzo l'Albania ha chiuso tutti i suoi confini terrestri fino a nuovo avviso, vietando tutti i viaggi dal Montenegro, dal Kosovo, dalla Macedonia del Nord e dalla Grecia. Alle istituzioni educative è stato ordinato di prepararsi a spostare le lezioni su piattaforme online. Tutte le operazioni del governo fisico, tranne le attività essenziali, furono chiuse e i funzionari pubblici ordinarono di rimanere inattivi ma i servizi online continuarono. Tutti i musei, i cinema, i teatri e i parchi pubblici erano chiusi a tempo indeterminato. Il governo albanese iniziò a organizzare un volo charter per estrarre i rimanenti cittadini albanesi in Italia; tutti i viaggi aerei verso l'Italia e la Grecia furono sospesi indefinitamente. A partire dal 15 marzo, oltre al divieto di veicolo privato, il divieto di trasporto pubblico è stato esteso a Shkodër, Lezhë, Elbasan, Coriza, Lushnjë, Fier e Valona. Il governo ha implementato misure di monitoraggio ad alta tecnologia utilizzando i droni per identificare le persone che violano la quarantena.
Il 16 marzo l'Albania ha sospeso indefinitamente tutto il traffico aereo da e verso il Regno Unito.
Il 16 marzo è stata adottata un'altra "legislazione di emergenza" ad ampio raggio, che specifica varie ammende per le violazioni del protocollo, per essere immediatamente efficace. Le riunioni sociali, culturali e politiche, sia in spazi chiusi che all'aperto, furono bandite e i trasgressori potevano essere multati fino a 5 milioni di lek, equivalenti a 40.000 euro. Alle stazioni televisive è stato vietato di avere più di due persone nella stessa stanza per un talk show, con una multa di 1 milione di lek (8.300 euro) in caso di mancato rispetto per le regole. Gli ospedali privati che si rifiutano di offrire capacità dovevano essere multati fino a 5 milioni di lek (40.000 euro). Qualsiasi commercio di alimenti o medicine che non fosse conforme alle specifiche norme di sicurezza del governo per combattere le infezioni ha rischiato una multa fino a 10 milioni di lek (83.000 euro). La legislazione, chiamata "atto normativo", è una legge di emergenza che prende effetto senza previa approvazione da parte del parlamento.Inoltre, è stato imposto un coprifuoco nazionale: ogni giorno, tutti i cittadini dovevano tornare a stare nelle loro case dalle 18:00 in poi, nonché un divieto di stare in luoghi pubblici. Quelli trovati in violazione saranno multati. Il 18 marzo il Tirana Times ha sospeso la sua versione stampata.
La gestione del rischio di pandemia di coronavirus per i rifugiati è stata giudicata inadeguata. Esistono due centri di detenzione in Albania. È stato segnalato che le loro condizioni hanno condizioni molto povere che aumentano il pericolo di esposizione alla pandemia.
Il 29 marzo, l'Albania ha inviato un gruppo di 30 membri dello staff medico in Italia. Il primo ministro Edi Rama ha affermato il ricambio di cortesia verso l'Italia dopo il terremoto dell'anno precedente.

### Fine del lockdown
Il 25 aprile il ministro della sanità e della protezione sociale Ogerta Manastirliu ha annunciato l'intenzione di istituire delle "zone verdi" in contee e comuni senza casi attivi o con un rischio ridotto di diffusione. Le regioni incluse erano le contee di Dibër e Gjirokastër e i comuni di Saranda, Konispol, Himara, Delvinë, Finiq, Prrenjas, Pogradec, Librazhd e Divjakë. In queste zone verdi, il movimento dei pensionati era consentito dalle 6:00 alle 8:30 e alle altre persone dalle 9:30 alle 17:30, con non più di una persona che lo accompagnava. Riunioni con più di due persone in pubblico erano vietate e le auto potevano spostarsi liberamente dalle 9:30 alle 17:30 senza permesso e non più di un passeggero. Tali misure entreranno in vigore il giorno seguente il 26 aprile.
Il 4 maggio le zone verdi sono state ampliate per includere i comuni di Tropojë, Rrogozhinë, Peqin, Belsh, Cërrik, Gramsh, Ura Vajgurore, Kuçovë, Berat, Poliçan, Skrapar, Devoll, Pustec, Maliq, Mallakastër, Kolonjë, Vlore e Selena.
L'11 maggio le zone verdi sono state ampliate per includere tutti i comuni ad eccezione di Tirana, Scutari, Krujë, Durazzo, Kurbin, Kamëz e Fier, etichettati ancora come "zone rosse". Era vietato anche il viaggio interurbano da e verso questi comuni.
Il 18 maggio Fier è stato aggiunto alle zone verdi. Le persone in queste zone potevano anche camminare liberamente in qualsiasi momento della giornata, mentre le ore libere delle zone rosse venivano prolungate alle 21:00. Le autorizzazioni per la circolazione di persone e veicoli furono rimosse anche in tutto il paese, tuttavia, erano ancora in vigore restrizioni alla circolazione da e verso i comuni "rossi".
Il 26 maggio il Ministero della salute e della protezione sociale ha annunciato che la seconda fase di riapertura sarebbe iniziata con l'apertura delle scuole materne il 1 ° giugno